# Liste des communes du Bas-Rhin
Pour les autres listes de communes françaises, voir Listes des communes de France.
| - Le Bas-Rhin en France métropolitaine. - Carte des communes du Bas-Rhin. |

Cette page liste les 514 communes du département français du Bas-Rhin au 1er janvier 2025.

## Liste des communes
Le tableau suivant donne la liste des communes au 1er janvier 2025, en précisant leur code Insee, leur code postal principal, leur arrondissement, leur canton, leur intercommunalité, leur superficie, leur population et leur densité, d'après les chiffres de l'Insee issus du recensement 2022,.
| Nom                         | Code Insee | Code postal       | Arrondissement       | Canton                                                                        | Intercommunalité                    | Superficie (km2) | Population (dernière pop. légale) | Densité (hab./km2) | Modifier                                    |
| --------------------------- | ---------- | ----------------- | -------------------- | ----------------------------------------------------------------------------- | ----------------------------------- | ---------------- | --------------------------------- | ------------------ | ------------------------------------------- |
| Strasbourg (préfecture)     | 67482      | 67000 67100 67200 | Strasbourg           | Strasbourg-1 Strasbourg-2 Strasbourg-3 Strasbourg-4 Strasbourg-5 Strasbourg-6 | Eurométropole de Strasbourg         | 78,26            | 291 709 (2022)                    | 3 727              | modifier les données · modifier les données |
| Achenheim                   | 67001      | 67204             | Strasbourg           | Lingolsheim                                                                   | Eurométropole de Strasbourg         | 6,03             | 2 570 (2022)                      | 426                | modifier les données · modifier les données |
| Adamswiller                 | 67002      | 67320             | Saverne              | Ingwiller                                                                     | CC de l'Alsace Bossue               | 3,40             | 406 (2022)                        | 119                | modifier les données · modifier les données |
| Albé                        | 67003      | 67220             | Sélestat-Erstein     | Mutzig                                                                        | CC de la Vallée de Villé            | 10,83            | 471 (2022)                        | 43                 | modifier les données · modifier les données |
| Alteckendorf                | 67005      | 67270             | Saverne              | Bouxwiller                                                                    | CC du Pays de la Zorn               | 5,72             | 858 (2022)                        | 150                | modifier les données · modifier les données |
| Altenheim                   | 67006      | 67490             | Saverne              | Saverne                                                                       | CC du Pays de Saverne               | 2,71             | 228 (2022)                        | 84                 | modifier les données · modifier les données |
| Altorf                      | 67008      | 67120             | Molsheim             | Molsheim                                                                      | CC de la Région de Molsheim-Mutzig  | 10,19            | 1 445 (2022)                      | 142                | modifier les données · modifier les données |
| Altwiller                   | 67009      | 67260             | Saverne              | Ingwiller                                                                     | CC de l'Alsace Bossue               | 16,22            | 374 (2022)                        | 23                 | modifier les données · modifier les données |
| Andlau                      | 67010      | 67140             | Sélestat-Erstein     | Obernai                                                                       | CC du Pays de Barr                  | 23,69            | 1 759 (2022)                      | 74                 | modifier les données · modifier les données |
| Artolsheim                  | 67011      | 67390             | Sélestat-Erstein     | Sélestat                                                                      | CC du Ried de Marckolsheim          | 11,25            | 1 008 (2022)                      | 90                 | modifier les données · modifier les données |
| Aschbach                    | 67012      | 67250             | Haguenau-Wissembourg | Wissembourg                                                                   | CC de l'Outre-Forêt                 | 4,32             | 633 (2022)                        | 147                | modifier les données · modifier les données |
| Asswiller                   | 67013      | 67320             | Saverne              | Ingwiller                                                                     | CC de l'Alsace Bossue               | 6,02             | 269 (2022)                        | 45                 | modifier les données · modifier les données |
| Avolsheim                   | 67016      | 67120             | Molsheim             | Molsheim                                                                      | CC de la Région de Molsheim-Mutzig  | 1,83             | 766 (2022)                        | 419                | modifier les données · modifier les données |
| Baerendorf                  | 67017      | 67320             | Saverne              | Ingwiller                                                                     | CC de l'Alsace Bossue               | 7,53             | 301 (2022)                        | 40                 | modifier les données · modifier les données |
| Balbronn                    | 67018      | 67310             | Molsheim             | Saverne                                                                       | CC de la Mossig et du Vignoble      | 10,18            | 677 (2022)                        | 67                 | modifier les données · modifier les données |
| Baldenheim                  | 67019      | 67600             | Sélestat-Erstein     | Sélestat                                                                      | CC de Sélestat                      | 9,44             | 1 229 (2022)                      | 130                | modifier les données · modifier les données |
| Barembach                   | 67020      | 67130             | Molsheim             | Mutzig                                                                        | CC de la Vallée de la Bruche        | 9,92             | 829 (2022)                        | 84                 | modifier les données · modifier les données |
| Barr                        | 67021      | 67140             | Sélestat-Erstein     | Obernai                                                                       | CC du Pays de Barr                  | 20,61            | 7 086 (2022)                      | 344                | modifier les données · modifier les données |
| Bassemberg                  | 67022      | 67220             | Sélestat-Erstein     | Mutzig                                                                        | CC de la Vallée de Villé            | 1,78             | 223 (2022)                        | 125                | modifier les données · modifier les données |
| Batzendorf                  | 67023      | 67500             | Haguenau-Wissembourg | Haguenau                                                                      | CA de Haguenau                      | 6,74             | 968 (2022)                        | 144                | modifier les données · modifier les données |
| Beinheim                    | 67025      | 67930             | Haguenau-Wissembourg | Wissembourg                                                                   | CC de la Plaine du Rhin             | 15,23            | 1 904 (2022)                      | 125                | modifier les données · modifier les données |
| Bellefosse                  | 67026      | 67130             | Molsheim             | Mutzig                                                                        | CC de la Vallée de la Bruche        | 7,34             | 170 (2022)                        | 23                 | modifier les données · modifier les données |
| Belmont                     | 67027      | 67130             | Molsheim             | Mutzig                                                                        | CC de la Vallée de la Bruche        | 10,34            | 174 (2022)                        | 17                 | modifier les données · modifier les données |
| Benfeld                     | 67028      | 67230             | Sélestat-Erstein     | Erstein                                                                       | CC du Canton d'Erstein              | 7,79             | 5 922 (2022)                      | 760                | modifier les données · modifier les données |
| Berg                        | 67029      | 67320             | Saverne              | Ingwiller                                                                     | CC de l'Alsace Bossue               | 7,72             | 343 (2022)                        | 44                 | modifier les données · modifier les données |
| Bergbieten                  | 67030      | 67310             | Molsheim             | Molsheim                                                                      | CC de la Mossig et du Vignoble      | 4,24             | 725 (2022)                        | 171                | modifier les données · modifier les données |
| Bernardswiller              | 67031      | 67210             | Sélestat-Erstein     | Obernai                                                                       | CC du Pays de Sainte-Odile          | 5,53             | 1 466 (2022)                      | 265                | modifier les données · modifier les données |
| Bernardvillé                | 67032      | 67140             | Sélestat-Erstein     | Obernai                                                                       | CC du Pays de Barr                  | 2,76             | 199 (2022)                        | 72                 | modifier les données · modifier les données |
| Bernolsheim                 | 67033      | 67170             | Haguenau-Wissembourg | Brumath                                                                       | CA de Haguenau                      | 3,39             | 610 (2022)                        | 180                | modifier les données · modifier les données |
| Berstett                    | 67034      | 67370             | Saverne              | Bouxwiller                                                                    | CC du Kochersberg                   | 17,88            | 2 474 (2022)                      | 138                | modifier les données · modifier les données |
| Berstheim                   | 67035      | 67170             | Haguenau-Wissembourg | Haguenau                                                                      | CA de Haguenau                      | 3,09             | 513 (2022)                        | 166                | modifier les données · modifier les données |
| Betschdorf                  | 67339      | 67660             | Haguenau-Wissembourg | Wissembourg                                                                   | CC de l'Outre-Forêt                 | 28,11            | 4 212 (2022)                      | 150                | modifier les données · modifier les données |
| Bettwiller                  | 67036      | 67320             | Saverne              | Ingwiller                                                                     | CC de l'Alsace Bossue               | 4,06             | 302 (2022)                        | 74                 | modifier les données · modifier les données |
| Biblisheim                  | 67037      | 67360             | Haguenau-Wissembourg | Reichshoffen                                                                  | CC Sauer-Pechelbronn                | 2,24             | 353 (2022)                        | 158                | modifier les données · modifier les données |
| Bietlenheim                 | 67038      | 67720             | Haguenau-Wissembourg | Brumath                                                                       | CC de la Basse-Zorn                 | 2,13             | 317 (2022)                        | 149                | modifier les données · modifier les données |
| Bilwisheim                  | 67039      | 67170             | Haguenau-Wissembourg | Brumath                                                                       | CA de Haguenau                      | 2,56             | 537 (2022)                        | 210                | modifier les données · modifier les données |
| Bindernheim                 | 67040      | 67600             | Sélestat-Erstein     | Sélestat                                                                      | CC du Ried de Marckolsheim          | 6,62             | 1 051 (2022)                      | 159                | modifier les données · modifier les données |
| Bischheim                   | 67043      | 67800             | Strasbourg           | Schiltigheim                                                                  | Eurométropole de Strasbourg         | 4,41             | 18 289 (2022)                     | 4 147              | modifier les données · modifier les données |
| Bischholtz                  | 67044      | 67340             | Saverne              | Ingwiller                                                                     | CC de Hanau-La Petite Pierre        | 2,39             | 251 (2022)                        | 105                | modifier les données · modifier les données |
| Bischoffsheim               | 67045      | 67870             | Molsheim             | Molsheim                                                                      | CC des Portes de Rosheim            | 12,33            | 3 360 (2022)                      | 273                | modifier les données · modifier les données |
| Bischwiller                 | 67046      | 67240             | Haguenau-Wissembourg | Bischwiller                                                                   | CA de Haguenau                      | 17,25            | 12 211 (2022)                     | 708                | modifier les données · modifier les données |
| Bissert                     | 67047      | 67260             | Saverne              | Ingwiller                                                                     | CC de l'Alsace Bossue               | 3,37             | 154 (2022)                        | 46                 | modifier les données · modifier les données |
| Bitschhoffen                | 67048      | 67350             | Haguenau-Wissembourg | Reichshoffen                                                                  | CA de Haguenau                      | 2,54             | 461 (2022)                        | 181                | modifier les données · modifier les données |
| Blaesheim                   | 67049      | 67113             | Strasbourg           | Lingolsheim                                                                   | Eurométropole de Strasbourg         | 9,96             | 1 408 (2022)                      | 141                | modifier les données · modifier les données |
| Blancherupt                 | 67050      | 67130             | Molsheim             | Mutzig                                                                        | CC de la Vallée de la Bruche        | 2,65             | 30 (2022)                         | 11                 | modifier les données · modifier les données |
| Blienschwiller              | 67051      | 67650             | Sélestat-Erstein     | Obernai                                                                       | CC du Pays de Barr                  | 3,07             | 305 (2022)                        | 99                 | modifier les données · modifier les données |
| Bœrsch                      | 67052      | 67530             | Molsheim             | Molsheim                                                                      | CC des Portes de Rosheim            | 23,39            | 2 435 (2022)                      | 104                | modifier les données · modifier les données |
| Bœsenbiesen                 | 67053      | 67390             | Sélestat-Erstein     | Sélestat                                                                      | CC du Ried de Marckolsheim          | 3,81             | 317 (2022)                        | 83                 | modifier les données · modifier les données |
| Bolsenheim                  | 67054      | 67150             | Sélestat-Erstein     | Erstein                                                                       | CC du Canton d'Erstein              | 4,35             | 572 (2022)                        | 131                | modifier les données · modifier les données |
| Boofzheim                   | 67055      | 67860             | Sélestat-Erstein     | Erstein                                                                       | CC du Canton d'Erstein              | 11,94            | 1 383 (2022)                      | 116                | modifier les données · modifier les données |
| Bootzheim                   | 67056      | 67390             | Sélestat-Erstein     | Sélestat                                                                      | CC du Ried de Marckolsheim          | 5,91             | 795 (2022)                        | 135                | modifier les données · modifier les données |
| Bosselshausen               | 67057      | 67330             | Saverne              | Bouxwiller                                                                    | CC de Hanau-La Petite Pierre        | 3,29             | 176 (2022)                        | 53                 | modifier les données · modifier les données |
| Bossendorf                  | 67058      | 67270             | Saverne              | Bouxwiller                                                                    | CC du Pays de la Zorn               | 3,98             | 383 (2022)                        | 96                 | modifier les données · modifier les données |
| Bourg-Bruche                | 67059      | 67420             | Molsheim             | Mutzig                                                                        | CC de la Vallée de la Bruche        | 15,02            | 380 (2022)                        | 25                 | modifier les données · modifier les données |
| Bourgheim                   | 67060      | 67140             | Sélestat-Erstein     | Obernai                                                                       | CC du Pays de Barr                  | 2,83             | 643 (2022)                        | 227                | modifier les données · modifier les données |
| Bouxwiller                  | 67061      | 67330             | Saverne              | Bouxwiller                                                                    | CC de Hanau-La Petite Pierre        | 25,59            | 3 706 (2022)                      | 145                | modifier les données · modifier les données |
| Breitenau                   | 67062      | 67220             | Sélestat-Erstein     | Mutzig                                                                        | CC de la Vallée de Villé            | 4,29             | 337 (2022)                        | 79                 | modifier les données · modifier les données |
| Breitenbach                 | 67063      | 67220             | Sélestat-Erstein     | Mutzig                                                                        | CC de la Vallée de Villé            | 11,73            | 675 (2022)                        | 58                 | modifier les données · modifier les données |
| Breuschwickersheim          | 67065      | 67112             | Strasbourg           | Lingolsheim                                                                   | Eurométropole de Strasbourg         | 5,06             | 1 345 (2022)                      | 266                | modifier les données · modifier les données |
| La Broque                   | 67066      | 67130 67570       | Molsheim             | Mutzig                                                                        | CC de la Vallée de la Bruche        | 23,07            | 2 577 (2022)                      | 112                | modifier les données · modifier les données |
| Brumath                     | 67067      | 67170             | Haguenau-Wissembourg | Brumath                                                                       | CA de Haguenau                      | 29,54            | 10 369 (2022)                     | 351                | modifier les données · modifier les données |
| Buhl                        | 67069      | 67470             | Haguenau-Wissembourg | Wissembourg                                                                   | CC de la Plaine du Rhin             | 4,40             | 508 (2022)                        | 115                | modifier les données · modifier les données |
| Burbach                     | 67070      | 67260             | Saverne              | Ingwiller                                                                     | CC de l'Alsace Bossue               | 6,34             | 279 (2022)                        | 44                 | modifier les données · modifier les données |
| Bust                        | 67071      | 67320             | Saverne              | Ingwiller                                                                     | CC de l'Alsace Bossue               | 6,76             | 462 (2022)                        | 68                 | modifier les données · modifier les données |
| Buswiller                   | 67068      | 67350             | Saverne              | Bouxwiller                                                                    | CC de Hanau-La Petite Pierre        | 2,30             | 288 (2022)                        | 125                | modifier les données · modifier les données |
| Butten                      | 67072      | 67430             | Saverne              | Ingwiller                                                                     | CC de l'Alsace Bossue               | 15,19            | 651 (2022)                        | 43                 | modifier les données · modifier les données |
| Châtenois                   | 67073      | 67730             | Sélestat-Erstein     | Sélestat                                                                      | CC de Sélestat                      | 14,57            | 4 265 (2022)                      | 293                | modifier les données · modifier les données |
| Cleebourg                   | 67074      | 67160             | Haguenau-Wissembourg | Wissembourg                                                                   | CC du Pays de Wissembourg           | 10,59            | 634 (2022)                        | 60                 | modifier les données · modifier les données |
| Climbach                    | 67075      | 67510             | Haguenau-Wissembourg | Wissembourg                                                                   | CC du Pays de Wissembourg           | 7,15             | 474 (2022)                        | 66                 | modifier les données · modifier les données |
| Colroy-la-Roche             | 67076      | 67420             | Molsheim             | Mutzig                                                                        | CC de la Vallée de la Bruche        | 8,18             | 472 (2022)                        | 58                 | modifier les données · modifier les données |
| Cosswiller                  | 67077      | 67310             | Molsheim             | Saverne                                                                       | CC de la Mossig et du Vignoble      | 15,75            | 593 (2022)                        | 38                 | modifier les données · modifier les données |
| Crastatt                    | 67078      | 67310             | Molsheim             | Saverne                                                                       | CC de la Mossig et du Vignoble      | 3,39             | 291 (2022)                        | 86                 | modifier les données · modifier les données |
| Crœttwiller                 | 67079      | 67470             | Haguenau-Wissembourg | Wissembourg                                                                   | CC de la Plaine du Rhin             | 2,55             | 181 (2022)                        | 71                 | modifier les données · modifier les données |
| Dachstein                   | 67080      | 67120             | Molsheim             | Molsheim                                                                      | CC de la Région de Molsheim-Mutzig  | 7,46             | 1 755 (2022)                      | 235                | modifier les données · modifier les données |
| Dahlenheim                  | 67081      | 67310             | Molsheim             | Molsheim                                                                      | CC de la Mossig et du Vignoble      | 5,35             | 787 (2022)                        | 147                | modifier les données · modifier les données |
| Dalhunden                   | 67082      | 67770             | Haguenau-Wissembourg | Bischwiller                                                                   | CC du Pays Rhénan                   | 7,45             | 1 218 (2022)                      | 163                | modifier les données · modifier les données |
| Dambach                     | 67083      | 67110             | Haguenau-Wissembourg | Reichshoffen                                                                  | CC du Pays de Niederbronn-les-Bains | 30,50            | 755 (2022)                        | 25                 | modifier les données · modifier les données |
| Dambach-la-Ville            | 67084      | 67650             | Sélestat-Erstein     | Obernai                                                                       | CC du Pays de Barr                  | 28,83            | 2 186 (2022)                      | 76                 | modifier les données · modifier les données |
| Dangolsheim                 | 67085      | 67310             | Molsheim             | Molsheim                                                                      | CC de la Mossig et du Vignoble      | 4,47             | 689 (2022)                        | 154                | modifier les données · modifier les données |
| Daubensand                  | 67086      | 67150             | Sélestat-Erstein     | Erstein                                                                       | CC du Canton d'Erstein              | 3,87             | 408 (2022)                        | 105                | modifier les données · modifier les données |
| Dauendorf                   | 67087      | 67350             | Haguenau-Wissembourg | Haguenau                                                                      | CA de Haguenau                      | 7,63             | 1 433 (2022)                      | 188                | modifier les données · modifier les données |
| Dehlingen                   | 67088      | 67430             | Saverne              | Ingwiller                                                                     | CC de l'Alsace Bossue               | 10,02            | 344 (2022)                        | 34                 | modifier les données · modifier les données |
| Dettwiller                  | 67089      | 67490             | Saverne              | Saverne                                                                       | CC du Pays de Saverne               | 10,77            | 2 569 (2022)                      | 239                | modifier les données · modifier les données |
| Diebolsheim                 | 67090      | 67230             | Sélestat-Erstein     | Erstein                                                                       | CC du Canton d'Erstein              | 7,03             | 673 (2022)                        | 96                 | modifier les données · modifier les données |
| Diedendorf                  | 67091      | 67260             | Saverne              | Ingwiller                                                                     | CC de l'Alsace Bossue               | 10,11            | 329 (2022)                        | 33                 | modifier les données · modifier les données |
| Dieffenbach-au-Val          | 67092      | 67220             | Sélestat-Erstein     | Mutzig                                                                        | CC de la Vallée de Villé            | 2,95             | 642 (2022)                        | 218                | modifier les données · modifier les données |
| Dieffenbach-lès-Wœrth       | 67093      | 67360             | Haguenau-Wissembourg | Reichshoffen                                                                  | CC Sauer-Pechelbronn                | 3,61             | 335 (2022)                        | 93                 | modifier les données · modifier les données |
| Dieffenthal                 | 67094      | 67650             | Sélestat-Erstein     | Sélestat                                                                      | CC de Sélestat                      | 1,51             | 267 (2022)                        | 177                | modifier les données · modifier les données |
| Diemeringen                 | 67095      | 67430             | Saverne              | Ingwiller                                                                     | CC de l'Alsace Bossue               | 8,81             | 1 585 (2022)                      | 180                | modifier les données · modifier les données |
| Dimbsthal                   | 67096      | 67440             | Saverne              | Saverne                                                                       | CC du Pays de Saverne               | 1,91             | 325 (2022)                        | 170                | modifier les données · modifier les données |
| Dingsheim                   | 67097      | 67370             | Saverne              | Bouxwiller                                                                    | CC du Kochersberg                   | 4,95             | 1 229 (2022)                      | 248                | modifier les données · modifier les données |
| Dinsheim-sur-Bruche         | 67098      | 67190             | Molsheim             | Mutzig                                                                        | CC de la Région de Molsheim-Mutzig  | 4,98             | 1 486 (2022)                      | 298                | modifier les données · modifier les données |
| Domfessel                   | 67099      | 67430             | Saverne              | Ingwiller                                                                     | CC de l'Alsace Bossue               | 6,23             | 276 (2022)                        | 44                 | modifier les données · modifier les données |
| Donnenheim                  | 67100      | 67170             | Haguenau-Wissembourg | Brumath                                                                       | CA de Haguenau                      | 3,76             | 363 (2022)                        | 97                 | modifier les données · modifier les données |
| Dorlisheim                  | 67101      | 67120             | Molsheim             | Molsheim                                                                      | CC de la Région de Molsheim-Mutzig  | 11,53            | 2 626 (2022)                      | 228                | modifier les données · modifier les données |
| Dossenheim-Kochersberg      | 67102      | 67117             | Saverne              | Bouxwiller                                                                    | CC du Kochersberg                   | 1,79             | 324 (2022)                        | 181                | modifier les données · modifier les données |
| Dossenheim-sur-Zinsel       | 67103      | 67330             | Saverne              | Ingwiller                                                                     | CC de Hanau-La Petite Pierre        | 17,20            | 1 047 (2022)                      | 61                 | modifier les données · modifier les données |
| Drachenbronn-Birlenbach     | 67104      | 67160             | Haguenau-Wissembourg | Wissembourg                                                                   | CC du Pays de Wissembourg           | 7,13             | 586 (2022)                        | 82                 | modifier les données · modifier les données |
| Drulingen                   | 67105      | 67320             | Saverne              | Ingwiller                                                                     | CC de l'Alsace Bossue               | 4,49             | 1 406 (2022)                      | 313                | modifier les données · modifier les données |
| Drusenheim                  | 67106      | 67410             | Haguenau-Wissembourg | Bischwiller                                                                   | CC du Pays Rhénan                   | 15,73            | 5 357 (2022)                      | 341                | modifier les données · modifier les données |
| Duntzenheim                 | 67107      | 67270             | Saverne              | Bouxwiller                                                                    | CC du Pays de la Zorn               | 6,21             | 656 (2022)                        | 106                | modifier les données · modifier les données |
| Duppigheim                  | 67108      | 67120             | Molsheim             | Molsheim                                                                      | CC de la Région de Molsheim-Mutzig  | 7,38             | 1 873 (2022)                      | 254                | modifier les données · modifier les données |
| Durningen                   | 67109      | 67270             | Saverne              | Bouxwiller                                                                    | CC du Kochersberg                   | 4,02             | 686 (2022)                        | 171                | modifier les données · modifier les données |
| Durrenbach                  | 67110      | 67360             | Haguenau-Wissembourg | Reichshoffen                                                                  | CC Sauer-Pechelbronn                | 5,30             | 1 103 (2022)                      | 208                | modifier les données · modifier les données |
| Durstel                     | 67111      | 67320             | Saverne              | Ingwiller                                                                     | CC de l'Alsace Bossue               | 4,76             | 419 (2022)                        | 88                 | modifier les données · modifier les données |
| Duttlenheim                 | 67112      | 67120             | Molsheim             | Molsheim                                                                      | CC de la Région de Molsheim-Mutzig  | 8,60             | 2 957 (2022)                      | 344                | modifier les données · modifier les données |
| Eberbach-Seltz              | 67113      | 67470             | Haguenau-Wissembourg | Wissembourg                                                                   | CC de la Plaine du Rhin             | 4,14             | 433 (2022)                        | 105                | modifier les données · modifier les données |
| Ebersheim                   | 67115      | 67600             | Sélestat-Erstein     | Sélestat                                                                      | CC de Sélestat                      | 13,66            | 2 295 (2022)                      | 168                | modifier les données · modifier les données |
| Ebersmunster                | 67116      | 67600             | Sélestat-Erstein     | Sélestat                                                                      | CC de Sélestat                      | 7,39             | 571 (2022)                        | 77                 | modifier les données · modifier les données |
| Eckartswiller               | 67117      | 67700             | Saverne              | Saverne                                                                       | CC du Pays de Saverne               | 12,43            | 421 (2022)                        | 34                 | modifier les données · modifier les données |
| Eckbolsheim                 | 67118      | 67201             | Strasbourg           | Hœnheim                                                                       | Eurométropole de Strasbourg         | 5,34             | 7 237 (2022)                      | 1 355              | modifier les données · modifier les données |
| Eckwersheim                 | 67119      | 67550             | Strasbourg           | Brumath                                                                       | Eurométropole de Strasbourg         | 7,46             | 1 428 (2022)                      | 191                | modifier les données · modifier les données |
| Eichhoffen                  | 67120      | 67140             | Sélestat-Erstein     | Obernai                                                                       | CC du Pays de Barr                  | 2,30             | 501 (2022)                        | 218                | modifier les données · modifier les données |
| Elsenheim                   | 67121      | 67390             | Sélestat-Erstein     | Sélestat                                                                      | CC du Ried de Marckolsheim          | 9,61             | 803 (2022)                        | 84                 | modifier les données · modifier les données |
| Engwiller                   | 67123      | 67350             | Haguenau-Wissembourg | Reichshoffen                                                                  | CA de Haguenau                      | 3,74             | 470 (2022)                        | 126                | modifier les données · modifier les données |
| Entzheim                    | 67124      | 67960             | Strasbourg           | Lingolsheim                                                                   | Eurométropole de Strasbourg         | 8,17             | 2 545 (2022)                      | 312                | modifier les données · modifier les données |
| Epfig                       | 67125      | 67680             | Sélestat-Erstein     | Obernai                                                                       | CC du Pays de Barr                  | 21,90            | 2 239 (2022)                      | 102                | modifier les données · modifier les données |
| Erckartswiller              | 67126      | 67290             | Saverne              | Ingwiller                                                                     | CC de Hanau-La Petite Pierre        | 10,46            | 289 (2022)                        | 28                 | modifier les données · modifier les données |
| Ergersheim                  | 67127      | 67120             | Molsheim             | Molsheim                                                                      | CC de la Région de Molsheim-Mutzig  | 6,51             | 1 467 (2022)                      | 225                | modifier les données · modifier les données |
| Ernolsheim-Bruche           | 67128      | 67120             | Molsheim             | Molsheim                                                                      | CC de la Région de Molsheim-Mutzig  | 6,59             | 1 920 (2022)                      | 291                | modifier les données · modifier les données |
| Ernolsheim-lès-Saverne      | 67129      | 67330             | Saverne              | Saverne                                                                       | CC du Pays de Saverne               | 10,94            | 601 (2022)                        | 55                 | modifier les données · modifier les données |
| Erstein                     | 67130      | 67150             | Sélestat-Erstein     | Erstein                                                                       | CC du Canton d'Erstein              | 36,22            | 11 076 (2022)                     | 306                | modifier les données · modifier les données |
| Eschau                      | 67131      | 67114             | Strasbourg           | Illkirch-Graffenstaden                                                        | Eurométropole de Strasbourg         | 11,83            | 5 847 (2022)                      | 494                | modifier les données · modifier les données |
| Eschbach                    | 67132      | 67360             | Haguenau-Wissembourg | Reichshoffen                                                                  | CC Sauer-Pechelbronn                | 3,97             | 958 (2022)                        | 241                | modifier les données · modifier les données |
| Eschbourg                   | 67133      | 67320             | Saverne              | Ingwiller                                                                     | CC de Hanau-La Petite Pierre        | 14,05            | 456 (2022)                        | 32                 | modifier les données · modifier les données |
| Eschwiller                  | 67134      | 67320             | Saverne              | Ingwiller                                                                     | CC de l'Alsace Bossue               | 3,49             | 174 (2022)                        | 50                 | modifier les données · modifier les données |
| Ettendorf                   | 67135      | 67350             | Saverne              | Bouxwiller                                                                    | CC du Pays de la Zorn               | 6,34             | 742 (2022)                        | 117                | modifier les données · modifier les données |
| Eywiller                    | 67136      | 67320             | Saverne              | Ingwiller                                                                     | CC de l'Alsace Bossue               | 4,69             | 272 (2022)                        | 58                 | modifier les données · modifier les données |
| Fegersheim                  | 67137      | 67640             | Strasbourg           | Lingolsheim                                                                   | Eurométropole de Strasbourg         | 6,25             | 5 769 (2022)                      | 923                | modifier les données · modifier les données |
| Fessenheim-le-Bas           | 67138      | 67117             | Saverne              | Bouxwiller                                                                    | CC du Kochersberg                   | 4,95             | 577 (2022)                        | 117                | modifier les données · modifier les données |
| Flexbourg                   | 67139      | 67310             | Molsheim             | Molsheim                                                                      | CC de la Mossig et du Vignoble      | 1,70             | 481 (2022)                        | 283                | modifier les données · modifier les données |
| Forstfeld                   | 67140      | 67480             | Haguenau-Wissembourg | Bischwiller                                                                   | CC du Pays Rhénan                   | 4,90             | 810 (2022)                        | 165                | modifier les données · modifier les données |
| Forstheim                   | 67141      | 67580             | Haguenau-Wissembourg | Reichshoffen                                                                  | CC Sauer-Pechelbronn                | 5,05             | 597 (2022)                        | 118                | modifier les données · modifier les données |
| Fort-Louis                  | 67142      | 67480             | Haguenau-Wissembourg | Bischwiller                                                                   | CC du Pays Rhénan                   | 12,31            | 282 (2022)                        | 23                 | modifier les données · modifier les données |
| Fouchy                      | 67143      | 67220             | Sélestat-Erstein     | Mutzig                                                                        | CC de la Vallée de Villé            | 7,87             | 641 (2022)                        | 81                 | modifier les données · modifier les données |
| Fouday                      | 67144      | 67130             | Molsheim             | Mutzig                                                                        | CC de la Vallée de la Bruche        | 2,05             | 345 (2022)                        | 168                | modifier les données · modifier les données |
| Friedolsheim                | 67145      | 67490             | Saverne              | Saverne                                                                       | CC du Pays de Saverne               | 3,52             | 266 (2022)                        | 76                 | modifier les données · modifier les données |
| Friesenheim                 | 67146      | 67860             | Sélestat-Erstein     | Erstein                                                                       | CC du Canton d'Erstein              | 12,03            | 617 (2022)                        | 51                 | modifier les données · modifier les données |
| Frœschwiller                | 67147      | 67360             | Haguenau-Wissembourg | Reichshoffen                                                                  | CC Sauer-Pechelbronn                | 5,75             | 492 (2022)                        | 86                 | modifier les données · modifier les données |
| Frohmuhl                    | 67148      | 67290             | Saverne              | Ingwiller                                                                     | CC de Hanau-La Petite Pierre        | 1,64             | 157 (2022)                        | 96                 | modifier les données · modifier les données |
| Furchhausen                 | 67149      | 67700             | Saverne              | Saverne                                                                       | CC du Pays de Saverne               | 2,86             | 391 (2022)                        | 137                | modifier les données · modifier les données |
| Furdenheim                  | 67150      | 67117             | Saverne              | Bouxwiller                                                                    | CC du Kochersberg                   | 5,81             | 1 563 (2022)                      | 269                | modifier les données · modifier les données |
| Gambsheim                   | 67151      | 67760             | Haguenau-Wissembourg | Brumath                                                                       | CC du Pays Rhénan                   | 17,38            | 5 263 (2022)                      | 303                | modifier les données · modifier les données |
| Geispolsheim                | 67152      | 67118             | Strasbourg           | Lingolsheim                                                                   | Eurométropole de Strasbourg         | 21,95            | 7 759 (2022)                      | 353                | modifier les données · modifier les données |
| Geiswiller-Zœbersdorf       | 67153      | 67270             | Saverne              | Bouxwiller                                                                    | CC du Pays de la Zorn               | 5,05             | 388 (2022)                        | 77                 | modifier les données · modifier les données |
| Gerstheim                   | 67154      | 67150             | Sélestat-Erstein     | Erstein                                                                       | CC du Canton d'Erstein              | 16,42            | 3 457 (2022)                      | 211                | modifier les données · modifier les données |
| Gertwiller                  | 67155      | 67140             | Sélestat-Erstein     | Obernai                                                                       | CC du Pays de Barr                  | 4,89             | 1 281 (2022)                      | 262                | modifier les données · modifier les données |
| Geudertheim                 | 67156      | 67170             | Haguenau-Wissembourg | Brumath                                                                       | CC de la Basse-Zorn                 | 11,27            | 2 719 (2022)                      | 241                | modifier les données · modifier les données |
| Gœrlingen                   | 67159      | 67320             | Saverne              | Ingwiller                                                                     | CC de l'Alsace Bossue               | 3,77             | 204 (2022)                        | 54                 | modifier les données · modifier les données |
| Gœrsdorf                    | 67160      | 67360             | Haguenau-Wissembourg | Reichshoffen                                                                  | CC Sauer-Pechelbronn                | 13,14            | 1 054 (2022)                      | 80                 | modifier les données · modifier les données |
| Gottenhouse                 | 67161      | 67700             | Saverne              | Saverne                                                                       | CC du Pays de Saverne               | 1,25             | 369 (2022)                        | 295                | modifier les données · modifier les données |
| Gottesheim                  | 67162      | 67490             | Saverne              | Saverne                                                                       | CC du Pays de Saverne               | 5,11             | 355 (2022)                        | 69                 | modifier les données · modifier les données |
| Gougenheim                  | 67163      | 67270             | Saverne              | Bouxwiller                                                                    | CC du Kochersberg                   | 6,58             | 540 (2022)                        | 82                 | modifier les données · modifier les données |
| Goxwiller                   | 67164      | 67210             | Sélestat-Erstein     | Obernai                                                                       | CC du Pays de Barr                  | 3,30             | 835 (2022)                        | 253                | modifier les données · modifier les données |
| Grandfontaine               | 67165      | 67130             | Molsheim             | Mutzig                                                                        | CC de la Vallée de la Bruche        | 39,52            | 391 (2022)                        | 9,9                | modifier les données · modifier les données |
| Grassendorf                 | 67166      | 67350             | Saverne              | Bouxwiller                                                                    | CC du Pays de la Zorn               | 2,24             | 258 (2022)                        | 115                | modifier les données · modifier les données |
| Grendelbruch                | 67167      | 67190             | Molsheim             | Molsheim                                                                      | CC des Portes de Rosheim            | 14,63            | 1 224 (2022)                      | 84                 | modifier les données · modifier les données |
| Gresswiller                 | 67168      | 67190             | Molsheim             | Mutzig                                                                        | CC de la Région de Molsheim-Mutzig  | 9,27             | 1 677 (2022)                      | 181                | modifier les données · modifier les données |
| Gries                       | 67169      | 67240             | Haguenau-Wissembourg | Brumath                                                                       | CC de la Basse-Zorn                 | 12,23            | 2 886 (2022)                      | 236                | modifier les données · modifier les données |
| Griesheim-près-Molsheim     | 67172      | 67870             | Molsheim             | Molsheim                                                                      | CC des Portes de Rosheim            | 4,62             | 2 341 (2022)                      | 507                | modifier les données · modifier les données |
| Griesheim-sur-Souffel       | 67173      | 67370             | Saverne              | Bouxwiller                                                                    | CC du Kochersberg                   | 4,19             | 1 223 (2022)                      | 292                | modifier les données · modifier les données |
| Gumbrechtshoffen            | 67174      | 67110             | Haguenau-Wissembourg | Reichshoffen                                                                  | CC du Pays de Niederbronn-les-Bains | 5,74             | 1 109 (2022)                      | 193                | modifier les données · modifier les données |
| Gundershoffen               | 67176      | 67110             | Haguenau-Wissembourg | Reichshoffen                                                                  | CC du Pays de Niederbronn-les-Bains | 17,55            | 3 808 (2022)                      | 217                | modifier les données · modifier les données |
| Gungwiller                  | 67178      | 67320             | Saverne              | Ingwiller                                                                     | CC de l'Alsace Bossue               | 1,65             | 286 (2022)                        | 173                | modifier les données · modifier les données |
| Gunstett                    | 67177      | 67360             | Haguenau-Wissembourg | Reichshoffen                                                                  | CC Sauer-Pechelbronn                | 6,30             | 621 (2022)                        | 99                 | modifier les données · modifier les données |
| Haegen                      | 67179      | 67700             | Saverne              | Saverne                                                                       | CC du Pays de Saverne               | 20,32            | 657 (2022)                        | 32                 | modifier les données · modifier les données |
| Haguenau                    | 67180      | 67500             | Haguenau-Wissembourg | Haguenau                                                                      | CA de Haguenau                      | 182,59           | 36 070 (2022)                     | 198                | modifier les données · modifier les données |
| Handschuheim                | 67181      | 67117             | Saverne              | Bouxwiller                                                                    | CC du Kochersberg                   | 2,40             | 278 (2022)                        | 116                | modifier les données · modifier les données |
| Hangenbieten                | 67182      | 67980             | Strasbourg           | Lingolsheim                                                                   | Eurométropole de Strasbourg         | 4,11             | 1 788 (2022)                      | 435                | modifier les données · modifier les données |
| Harskirchen                 | 67183      | 67260             | Saverne              | Ingwiller                                                                     | CC de l'Alsace Bossue               | 14,42            | 894 (2022)                        | 62                 | modifier les données · modifier les données |
| Hatten                      | 67184      | 67690             | Haguenau-Wissembourg | Wissembourg                                                                   | CC de l'Outre-Forêt                 | 18,91            | 1 923 (2022)                      | 102                | modifier les données · modifier les données |
| Hattmatt                    | 67185      | 67330             | Saverne              | Saverne                                                                       | CC du Pays de Saverne               | 4,15             | 627 (2022)                        | 151                | modifier les données · modifier les données |
| Hegeney                     | 67186      | 67360             | Haguenau-Wissembourg | Reichshoffen                                                                  | CC Sauer-Pechelbronn                | 1,76             | 435 (2022)                        | 247                | modifier les données · modifier les données |
| Heidolsheim                 | 67187      | 67390             | Sélestat-Erstein     | Sélestat                                                                      | CC du Ried de Marckolsheim          | 5,92             | 572 (2022)                        | 97                 | modifier les données · modifier les données |
| Heiligenberg                | 67188      | 67190             | Molsheim             | Mutzig                                                                        | CC de la Région de Molsheim-Mutzig  | 5,47             | 695 (2022)                        | 127                | modifier les données · modifier les données |
| Heiligenstein               | 67189      | 67140             | Sélestat-Erstein     | Obernai                                                                       | CC du Pays de Barr                  | 3,99             | 927 (2022)                        | 232                | modifier les données · modifier les données |
| Hengwiller                  | 67190      | 67440             | Saverne              | Saverne                                                                       | CC du Pays de Saverne               | 2,15             | 196 (2022)                        | 91                 | modifier les données · modifier les données |
| Herbitzheim                 | 67191      | 67260             | Saverne              | Ingwiller                                                                     | CC de l'Alsace Bossue               | 21,73            | 1 835 (2022)                      | 84                 | modifier les données · modifier les données |
| Herbsheim                   | 67192      | 67230             | Sélestat-Erstein     | Erstein                                                                       | CC du Canton d'Erstein              | 8,60             | 963 (2022)                        | 112                | modifier les données · modifier les données |
| Herrlisheim                 | 67194      | 67850             | Haguenau-Wissembourg | Bischwiller                                                                   | CC du Pays Rhénan                   | 14,38            | 4 701 (2022)                      | 327                | modifier les données · modifier les données |
| Hessenheim                  | 67195      | 67390             | Sélestat-Erstein     | Sélestat                                                                      | CC du Ried de Marckolsheim          | 5,21             | 614 (2022)                        | 118                | modifier les données · modifier les données |
| Hilsenheim                  | 67196      | 67600             | Sélestat-Erstein     | Sélestat                                                                      | CC du Ried de Marckolsheim          | 19,91            | 2 615 (2022)                      | 131                | modifier les données · modifier les données |
| Hindisheim                  | 67197      | 67150             | Sélestat-Erstein     | Erstein                                                                       | CC du Canton d'Erstein              | 11,84            | 1 552 (2022)                      | 131                | modifier les données · modifier les données |
| Hinsbourg                   | 67198      | 67290             | Saverne              | Ingwiller                                                                     | CC de Hanau-La Petite Pierre        | 3,28             | 117 (2022)                        | 36                 | modifier les données · modifier les données |
| Hinsingen                   | 67199      | 67260             | Saverne              | Ingwiller                                                                     | CC de l'Alsace Bossue               | 2,98             | 79 (2022)                         | 27                 | modifier les données · modifier les données |
| Hipsheim                    | 67200      | 67150             | Sélestat-Erstein     | Erstein                                                                       | CC du Canton d'Erstein              | 4,52             | 1 014 (2022)                      | 224                | modifier les données · modifier les données |
| Hirschland                  | 67201      | 67320             | Saverne              | Ingwiller                                                                     | CC de l'Alsace Bossue               | 10,73            | 294 (2022)                        | 27                 | modifier les données · modifier les données |
| Hochfelden                  | 67202      | 67270             | Saverne              | Bouxwiller                                                                    | CC du Pays de la Zorn               | 15,76            | 4 039 (2022)                      | 256                | modifier les données · modifier les données |
| Hochstett                   | 67203      | 67170             | Haguenau-Wissembourg | Haguenau                                                                      | CA de Haguenau                      | 2,13             | 421 (2022)                        | 198                | modifier les données · modifier les données |
| Hœnheim                     | 67204      | 67800             | Strasbourg           | Hœnheim                                                                       | Eurométropole de Strasbourg         | 3,42             | 11 413 (2022)                     | 3 337              | modifier les données · modifier les données |
| Hœrdt                       | 67205      | 67720             | Haguenau-Wissembourg | Brumath                                                                       | CC de la Basse-Zorn                 | 16,56            | 4 557 (2022)                      | 275                | modifier les données · modifier les données |
| Hoffen                      | 67206      | 67250             | Haguenau-Wissembourg | Wissembourg                                                                   | CC de l'Outre-Forêt                 | 9,45             | 1 141 (2022)                      | 121                | modifier les données · modifier les données |
| Hohengœft                   | 67208      | 67310             | Molsheim             | Saverne                                                                       | CC de la Mossig et du Vignoble      | 3,43             | 538 (2022)                        | 157                | modifier les données · modifier les données |
| Hohfrankenheim              | 67209      | 67270             | Saverne              | Bouxwiller                                                                    | CC du Pays de la Zorn               | 2,76             | 275 (2022)                        | 100                | modifier les données · modifier les données |
| Le Hohwald                  | 67210      | 67140             | Sélestat-Erstein     | Obernai                                                                       | CC du Pays de Barr                  | 20,84            | 512 (2022)                        | 25                 | modifier les données · modifier les données |
| Holtzheim                   | 67212      | 67810             | Strasbourg           | Lingolsheim                                                                   | Eurométropole de Strasbourg         | 6,91             | 3 890 (2022)                      | 563                | modifier les données · modifier les données |
| Hunspach                    | 67213      | 67250             | Haguenau-Wissembourg | Wissembourg                                                                   | CC du Pays de Wissembourg           | 5,49             | 625 (2022)                        | 114                | modifier les données · modifier les données |
| Hurtigheim                  | 67214      | 67117             | Saverne              | Bouxwiller                                                                    | CC du Kochersberg                   | 4,63             | 1 002 (2022)                      | 216                | modifier les données · modifier les données |
| Huttendorf                  | 67215      | 67270             | Haguenau-Wissembourg | Haguenau                                                                      | CA de Haguenau                      | 4,40             | 491 (2022)                        | 112                | modifier les données · modifier les données |
| Huttenheim                  | 67216      | 67230             | Sélestat-Erstein     | Erstein                                                                       | CC du Canton d'Erstein              | 12,55            | 2 694 (2022)                      | 215                | modifier les données · modifier les données |
| Ichtratzheim                | 67217      | 67640             | Sélestat-Erstein     | Erstein                                                                       | CC du Canton d'Erstein              | 3,09             | 389 (2022)                        | 126                | modifier les données · modifier les données |
| Illkirch-Graffenstaden      | 67218      | 67400             | Strasbourg           | Illkirch-Graffenstaden                                                        | Eurométropole de Strasbourg         | 22,21            | 27 339 (2022)                     | 1 231              | modifier les données · modifier les données |
| Ingenheim                   | 67220      | 67270             | Saverne              | Bouxwiller                                                                    | CC du Pays de la Zorn               | 5,37             | 375 (2022)                        | 70                 | modifier les données · modifier les données |
| Ingolsheim                  | 67221      | 67250             | Haguenau-Wissembourg | Wissembourg                                                                   | CC du Pays de Wissembourg           | 4,46             | 361 (2022)                        | 81                 | modifier les données · modifier les données |
| Ingwiller                   | 67222      | 67340             | Saverne              | Ingwiller                                                                     | CC de Hanau-La Petite Pierre        | 18,05            | 3 993 (2022)                      | 221                | modifier les données · modifier les données |
| Innenheim                   | 67223      | 67880             | Sélestat-Erstein     | Molsheim                                                                      | CC du Pays de Sainte-Odile          | 6,24             | 1 240 (2022)                      | 199                | modifier les données · modifier les données |
| Issenhausen                 | 67225      | 67330             | Saverne              | Bouxwiller                                                                    | CC du Pays de la Zorn               | 2,10             | 108 (2022)                        | 51                 | modifier les données · modifier les données |
| Ittenheim                   | 67226      | 67117             | Saverne              | Bouxwiller                                                                    | CC du Kochersberg                   | 6,71             | 2 081 (2022)                      | 310                | modifier les données · modifier les données |
| Itterswiller                | 67227      | 67140             | Sélestat-Erstein     | Obernai                                                                       | CC du Pays de Barr                  | 1,18             | 218 (2022)                        | 185                | modifier les données · modifier les données |
| Jetterswiller               | 67229      | 67440             | Molsheim             | Saverne                                                                       | CC de la Mossig et du Vignoble      | 3,54             | 187 (2022)                        | 53                 | modifier les données · modifier les données |
| Kaltenhouse                 | 67230      | 67240             | Haguenau-Wissembourg | Bischwiller                                                                   | CA de Haguenau                      | 3,72             | 2 443 (2022)                      | 657                | modifier les données · modifier les données |
| Kauffenheim                 | 67231      | 67480             | Haguenau-Wissembourg | Bischwiller                                                                   | CC du Pays Rhénan                   | 2,24             | 219 (2022)                        | 98                 | modifier les données · modifier les données |
| Keffenach                   | 67232      | 67250             | Haguenau-Wissembourg | Wissembourg                                                                   | CC de l'Outre-Forêt                 | 2,39             | 204 (2022)                        | 85                 | modifier les données · modifier les données |
| Kertzfeld                   | 67233      | 67230             | Sélestat-Erstein     | Erstein                                                                       | CC du Canton d'Erstein              | 9,43             | 1 222 (2022)                      | 130                | modifier les données · modifier les données |
| Keskastel                   | 67234      | 67260             | Saverne              | Ingwiller                                                                     | CC de l'Alsace Bossue               | 18,87            | 1 486 (2022)                      | 79                 | modifier les données · modifier les données |
| Kesseldorf                  | 67235      | 67930             | Haguenau-Wissembourg | Wissembourg                                                                   | CC de la Plaine du Rhin             | 7,26             | 450 (2022)                        | 62                 | modifier les données · modifier les données |
| Kienheim                    | 67236      | 67270             | Saverne              | Bouxwiller                                                                    | CC du Kochersberg                   | 3,18             | 540 (2022)                        | 170                | modifier les données · modifier les données |
| Kilstett                    | 67237      | 67840             | Haguenau-Wissembourg | Brumath                                                                       | CC du Pays Rhénan                   | 6,90             | 2 548 (2022)                      | 369                | modifier les données · modifier les données |
| Kindwiller                  | 67238      | 67350             | Haguenau-Wissembourg | Reichshoffen                                                                  | CA de Haguenau                      | 5,97             | 648 (2022)                        | 109                | modifier les données · modifier les données |
| Kintzheim                   | 67239      | 67600             | Sélestat-Erstein     | Sélestat                                                                      | CC de Sélestat                      | 18,78            | 1 691 (2022)                      | 90                 | modifier les données · modifier les données |
| Kirchheim                   | 67240      | 67520             | Molsheim             | Molsheim                                                                      | CC de la Mossig et du Vignoble      | 2,30             | 697 (2022)                        | 303                | modifier les données · modifier les données |
| Kirrberg                    | 67241      | 67320             | Saverne              | Ingwiller                                                                     | CC de l'Alsace Bossue               | 6,35             | 156 (2022)                        | 25                 | modifier les données · modifier les données |
| Kirrwiller                  | 67242      | 67330             | Saverne              | Bouxwiller                                                                    | CC de Hanau-La Petite Pierre        | 4,89             | 535 (2022)                        | 109                | modifier les données · modifier les données |
| Kleingœft                   | 67244      | 67440             | Saverne              | Saverne                                                                       | CC du Pays de Saverne               | 2,50             | 159 (2022)                        | 64                 | modifier les données · modifier les données |
| Knœrsheim                   | 67245      | 67310             | Molsheim             | Saverne                                                                       | CC de la Mossig et du Vignoble      | 2,36             | 187 (2022)                        | 79                 | modifier les données · modifier les données |
| Kogenheim                   | 67246      | 67230             | Sélestat-Erstein     | Erstein                                                                       | CC du Canton d'Erstein              | 11,77            | 1 206 (2022)                      | 102                | modifier les données · modifier les données |
| Kolbsheim                   | 67247      | 67120             | Strasbourg           | Lingolsheim                                                                   | Eurométropole de Strasbourg         | 3,33             | 997 (2022)                        | 299                | modifier les données · modifier les données |
| Krautergersheim             | 67248      | 67880             | Sélestat-Erstein     | Obernai                                                                       | CC du Pays de Sainte-Odile          | 6,37             | 1 767 (2022)                      | 277                | modifier les données · modifier les données |
| Krautwiller                 | 67249      | 67170             | Haguenau-Wissembourg | Brumath                                                                       | CA de Haguenau                      | 1,48             | 225 (2022)                        | 152                | modifier les données · modifier les données |
| Kriegsheim                  | 67250      | 67170             | Haguenau-Wissembourg | Brumath                                                                       | CA de Haguenau                      | 3,93             | 776 (2022)                        | 197                | modifier les données · modifier les données |
| Kurtzenhouse                | 67252      | 67240             | Haguenau-Wissembourg | Brumath                                                                       | CC de la Basse-Zorn                 | 3,58             | 1 087 (2022)                      | 304                | modifier les données · modifier les données |
| Kuttolsheim                 | 67253      | 67520             | Saverne              | Bouxwiller                                                                    | CC du Kochersberg                   | 4,59             | 651 (2022)                        | 142                | modifier les données · modifier les données |
| Kutzenhausen                | 67254      | 67250             | Haguenau-Wissembourg | Reichshoffen                                                                  | CC Sauer-Pechelbronn                | 7,20             | 924 (2022)                        | 128                | modifier les données · modifier les données |
| Lalaye                      | 67255      | 67220             | Sélestat-Erstein     | Mutzig                                                                        | CC de la Vallée de Villé            | 8,18             | 491 (2022)                        | 60                 | modifier les données · modifier les données |
| Lampertheim                 | 67256      | 67450             | Strasbourg           | Hœnheim                                                                       | Eurométropole de Strasbourg         | 6,58             | 3 475 (2022)                      | 528                | modifier les données · modifier les données |
| Lampertsloch                | 67257      | 67250             | Haguenau-Wissembourg | Reichshoffen                                                                  | CC Sauer-Pechelbronn                | 10,43            | 695 (2022)                        | 67                 | modifier les données · modifier les données |
| Landersheim                 | 67258      | 67700             | Saverne              | Saverne                                                                       | CC du Pays de Saverne               | 2,13             | 191 (2022)                        | 90                 | modifier les données · modifier les données |
| Langensoultzbach            | 67259      | 67360             | Haguenau-Wissembourg | Reichshoffen                                                                  | CC Sauer-Pechelbronn                | 13,09            | 910 (2022)                        | 70                 | modifier les données · modifier les données |
| Laubach                     | 67260      | 67580             | Haguenau-Wissembourg | Reichshoffen                                                                  | CC Sauer-Pechelbronn                | 1,69             | 313 (2022)                        | 185                | modifier les données · modifier les données |
| Lauterbourg                 | 67261      | 67630             | Haguenau-Wissembourg | Wissembourg                                                                   | CC de la Plaine du Rhin             | 11,25            | 2 336 (2022)                      | 208                | modifier les données · modifier les données |
| Lembach                     | 67263      | 67510             | Haguenau-Wissembourg | Reichshoffen                                                                  | CC Sauer-Pechelbronn                | 48,89            | 1 510 (2022)                      | 31                 | modifier les données · modifier les données |
| Leutenheim                  | 67264      | 67480             | Haguenau-Wissembourg | Bischwiller                                                                   | CC du Pays Rhénan                   | 10,39            | 832 (2022)                        | 80                 | modifier les données · modifier les données |
| Lichtenberg                 | 67265      | 67340             | Saverne              | Ingwiller                                                                     | CC de Hanau-La Petite Pierre        | 12,12            | 531 (2022)                        | 44                 | modifier les données · modifier les données |
| Limersheim                  | 67266      | 67150             | Sélestat-Erstein     | Erstein                                                                       | CC du Canton d'Erstein              | 5,58             | 683 (2022)                        | 122                | modifier les données · modifier les données |
| Lingolsheim                 | 67267      | 67380             | Strasbourg           | Lingolsheim                                                                   | Eurométropole de Strasbourg         | 5,69             | 20 683 (2022)                     | 3 635              | modifier les données · modifier les données |
| Lipsheim                    | 67268      | 67640             | Strasbourg           | Lingolsheim                                                                   | Eurométropole de Strasbourg         | 4,96             | 2 692 (2022)                      | 543                | modifier les données · modifier les données |
| Littenheim                  | 67269      | 67490             | Saverne              | Saverne                                                                       | CC du Pays de Saverne               | 4,21             | 298 (2022)                        | 71                 | modifier les données · modifier les données |
| Lixhausen                   | 67270      | 67270             | Saverne              | Bouxwiller                                                                    | CC du Pays de la Zorn               | 3,29             | 363 (2022)                        | 110                | modifier les données · modifier les données |
| Lobsann                     | 67271      | 67250             | Haguenau-Wissembourg | Reichshoffen                                                                  | CC Sauer-Pechelbronn                | 2,73             | 660 (2022)                        | 242                | modifier les données · modifier les données |
| Lochwiller                  | 67272      | 67440             | Saverne              | Saverne                                                                       | CC du Pays de Saverne               | 4,63             | 388 (2022)                        | 84                 | modifier les données · modifier les données |
| Lohr                        | 67273      | 67290             | Saverne              | Ingwiller                                                                     | CC de Hanau-La Petite Pierre        | 10,41            | 468 (2022)                        | 45                 | modifier les données · modifier les données |
| Lorentzen                   | 67274      | 67430             | Saverne              | Ingwiller                                                                     | CC de l'Alsace Bossue               | 7,85             | 230 (2022)                        | 29                 | modifier les données · modifier les données |
| Lupstein                    | 67275      | 67490             | Saverne              | Saverne                                                                       | CC du Pays de Saverne               | 7,82             | 826 (2022)                        | 106                | modifier les données · modifier les données |
| Lutzelhouse                 | 67276      | 67130             | Molsheim             | Mutzig                                                                        | CC de la Vallée de la Bruche        | 28,58            | 1 921 (2022)                      | 67                 | modifier les données · modifier les données |
| Mackenheim                  | 67277      | 67390             | Sélestat-Erstein     | Sélestat                                                                      | CC du Ried de Marckolsheim          | 11,79            | 771 (2022)                        | 65                 | modifier les données · modifier les données |
| Mackwiller                  | 67278      | 67430             | Saverne              | Ingwiller                                                                     | CC de l'Alsace Bossue               | 9,02             | 525 (2022)                        | 58                 | modifier les données · modifier les données |
| Maennolsheim                | 67279      | 67700             | Saverne              | Saverne                                                                       | CC du Pays de Saverne               | 2,74             | 239 (2022)                        | 87                 | modifier les données · modifier les données |
| Maisonsgoutte               | 67280      | 67220             | Sélestat-Erstein     | Mutzig                                                                        | CC de la Vallée de Villé            | 4,87             | 792 (2022)                        | 163                | modifier les données · modifier les données |
| Marckolsheim                | 67281      | 67390             | Sélestat-Erstein     | Sélestat                                                                      | CC du Ried de Marckolsheim          | 33,36            | 4 384 (2022)                      | 131                | modifier les données · modifier les données |
| Marlenheim                  | 67282      | 67520             | Molsheim             | Molsheim                                                                      | CC de la Mossig et du Vignoble      | 14,59            | 4 200 (2022)                      | 288                | modifier les données · modifier les données |
| Marmoutier                  | 67283      | 67440             | Saverne              | Saverne                                                                       | CC du Pays de Saverne               | 14,07            | 2 703 (2022)                      | 192                | modifier les données · modifier les données |
| Matzenheim                  | 67285      | 67150             | Sélestat-Erstein     | Erstein                                                                       | CC du Canton d'Erstein              | 7,14             | 1 504 (2022)                      | 211                | modifier les données · modifier les données |
| Meistratzheim               | 67286      | 67210             | Sélestat-Erstein     | Obernai                                                                       | CC du Pays de Sainte-Odile          | 12,82            | 1 537 (2022)                      | 120                | modifier les données · modifier les données |
| Melsheim                    | 67287      | 67270             | Saverne              | Bouxwiller                                                                    | CC du Pays de la Zorn               | 5,21             | 559 (2022)                        | 107                | modifier les données · modifier les données |
| Memmelshoffen               | 67288      | 67250             | Haguenau-Wissembourg | Wissembourg                                                                   | CC de l'Outre-Forêt                 | 1,82             | 319 (2022)                        | 175                | modifier les données · modifier les données |
| Menchhoffen                 | 67289      | 67340             | Saverne              | Ingwiller                                                                     | CC de Hanau-La Petite Pierre        | 4,27             | 610 (2022)                        | 143                | modifier les données · modifier les données |
| Merkwiller-Pechelbronn      | 67290      | 67250             | Haguenau-Wissembourg | Reichshoffen                                                                  | CC Sauer-Pechelbronn                | 3,76             | 923 (2022)                        | 245                | modifier les données · modifier les données |
| Mertzwiller                 | 67291      | 67580             | Haguenau-Wissembourg | Reichshoffen                                                                  | CC du Pays de Niederbronn-les-Bains | 6,96             | 3 367 (2022)                      | 484                | modifier les données · modifier les données |
| Mietesheim                  | 67292      | 67580             | Haguenau-Wissembourg | Reichshoffen                                                                  | CC du Pays de Niederbronn-les-Bains | 8,49             | 669 (2022)                        | 79                 | modifier les données · modifier les données |
| Minversheim                 | 67293      | 67270             | Saverne              | Bouxwiller                                                                    | CC du Pays de la Zorn               | 5,45             | 703 (2022)                        | 129                | modifier les données · modifier les données |
| Mittelbergheim              | 67295      | 67140             | Sélestat-Erstein     | Obernai                                                                       | CC du Pays de Barr                  | 3,83             | 599 (2022)                        | 156                | modifier les données · modifier les données |
| Mittelhausbergen            | 67296      | 67206             | Strasbourg           | Hœnheim                                                                       | Eurométropole de Strasbourg         | 1,72             | 2 075 (2022)                      | 1 206              | modifier les données · modifier les données |
| Mittelschaeffolsheim        | 67298      | 67170             | Haguenau-Wissembourg | Brumath                                                                       | CA de Haguenau                      | 2,64             | 565 (2022)                        | 214                | modifier les données · modifier les données |
| Mollkirch                   | 67299      | 67190             | Molsheim             | Molsheim                                                                      | CC des Portes de Rosheim            | 12,47            | 881 (2022)                        | 71                 | modifier les données · modifier les données |
| Molsheim                    | 67300      | 67120             | Molsheim             | Molsheim                                                                      | CC de la Région de Molsheim-Mutzig  | 10,85            | 9 328 (2022)                      | 860                | modifier les données · modifier les données |
| Mommenheim                  | 67301      | 67670             | Haguenau-Wissembourg | Brumath                                                                       | CA de Haguenau                      | 8,16             | 2 251 (2022)                      | 276                | modifier les données · modifier les données |
| Monswiller                  | 67302      | 67700             | Saverne              | Saverne                                                                       | CC du Pays de Saverne               | 4,72             | 1 994 (2022)                      | 422                | modifier les données · modifier les données |
| Morsbronn-les-Bains         | 67303      | 67360             | Haguenau-Wissembourg | Reichshoffen                                                                  | CC Sauer-Pechelbronn                | 6,87             | 680 (2022)                        | 99                 | modifier les données · modifier les données |
| Morschwiller                | 67304      | 67350             | Haguenau-Wissembourg | Haguenau                                                                      | CA de Haguenau                      | 4,62             | 614 (2022)                        | 133                | modifier les données · modifier les données |
| Mothern                     | 67305      | 67470             | Haguenau-Wissembourg | Wissembourg                                                                   | CC de la Plaine du Rhin             | 10,30            | 1 927 (2022)                      | 187                | modifier les données · modifier les données |
| Muhlbach-sur-Bruche         | 67306      | 67130             | Molsheim             | Mutzig                                                                        | CC de la Vallée de la Bruche        | 8,38             | 663 (2022)                        | 79                 | modifier les données · modifier les données |
| Mulhausen                   | 67307      | 67350             | Saverne              | Ingwiller                                                                     | CC de Hanau-La Petite Pierre        | 4,00             | 440 (2022)                        | 110                | modifier les données · modifier les données |
| Munchhausen                 | 67308      | 67470             | Haguenau-Wissembourg | Wissembourg                                                                   | CC de la Plaine du Rhin             | 5,92             | 799 (2022)                        | 135                | modifier les données · modifier les données |
| Mundolsheim                 | 67309      | 67450             | Strasbourg           | Hœnheim                                                                       | Eurométropole de Strasbourg         | 4,09             | 5 236 (2022)                      | 1 280              | modifier les données · modifier les données |
| Mussig                      | 67310      | 67600             | Sélestat-Erstein     | Sélestat                                                                      | CC de Sélestat                      | 11,73            | 1 124 (2022)                      | 96                 | modifier les données · modifier les données |
| Muttersholtz                | 67311      | 67600             | Sélestat-Erstein     | Sélestat                                                                      | CC de Sélestat                      | 12,67            | 2 288 (2022)                      | 181                | modifier les données · modifier les données |
| Mutzenhouse                 | 67312      | 67270             | Saverne              | Bouxwiller                                                                    | CC du Pays de la Zorn               | 2,21             | 450 (2022)                        | 204                | modifier les données · modifier les données |
| Mutzig                      | 67313      | 67190             | Molsheim             | Mutzig                                                                        | CC de la Région de Molsheim-Mutzig  | 8,01             | 6 101 (2022)                      | 762                | modifier les données · modifier les données |
| Natzwiller                  | 67314      | 67130             | Molsheim             | Mutzig                                                                        | CC de la Vallée de la Bruche        | 7,29             | 526 (2022)                        | 72                 | modifier les données · modifier les données |
| Neewiller-près-Lauterbourg  | 67315      | 67630             | Haguenau-Wissembourg | Wissembourg                                                                   | CC de la Plaine du Rhin             | 7,34             | 653 (2022)                        | 89                 | modifier les données · modifier les données |
| Neubois                     | 67317      | 67220             | Sélestat-Erstein     | Mutzig                                                                        | CC de la Vallée de Villé            | 11,42            | 654 (2022)                        | 57                 | modifier les données · modifier les données |
| Neugartheim-Ittlenheim      | 67228      | 67370             | Saverne              | Bouxwiller                                                                    | CC du Kochersberg                   | 4,06             | 785 (2022)                        | 193                | modifier les données · modifier les données |
| Neuhaeusel                  | 67319      | 67480             | Haguenau-Wissembourg | Bischwiller                                                                   | CC du Pays Rhénan                   | 3,05             | 396 (2022)                        | 130                | modifier les données · modifier les données |
| Neuve-Église                | 67320      | 67220             | Sélestat-Erstein     | Mutzig                                                                        | CC de la Vallée de Villé            | 5,48             | 617 (2022)                        | 113                | modifier les données · modifier les données |
| Neuviller-la-Roche          | 67321      | 67130             | Molsheim             | Mutzig                                                                        | CC de la Vallée de la Bruche        | 9,19             | 331 (2022)                        | 36                 | modifier les données · modifier les données |
| Neuwiller-lès-Saverne       | 67322      | 67330             | Saverne              | Ingwiller                                                                     | CC de Hanau-La Petite Pierre        | 31,89            | 1 099 (2022)                      | 34                 | modifier les données · modifier les données |
| Niederbronn-les-Bains       | 67324      | 67110             | Haguenau-Wissembourg | Reichshoffen                                                                  | CC du Pays de Niederbronn-les-Bains | 31,40            | 4 372 (2022)                      | 139                | modifier les données · modifier les données |
| Niederhaslach               | 67325      | 67280             | Molsheim             | Mutzig                                                                        | CC de la Région de Molsheim-Mutzig  | 6,63             | 1 382 (2022)                      | 208                | modifier les données · modifier les données |
| Niederhausbergen            | 67326      | 67207             | Strasbourg           | Hœnheim                                                                       | Eurométropole de Strasbourg         | 3,06             | 1 697 (2022)                      | 555                | modifier les données · modifier les données |
| Niederlauterbach            | 67327      | 67630             | Haguenau-Wissembourg | Wissembourg                                                                   | CC de la Plaine du Rhin             | 11,22            | 941 (2022)                        | 84                 | modifier les données · modifier les données |
| Niedermodern                | 67328      | 67350             | Haguenau-Wissembourg | Reichshoffen                                                                  | CA de Haguenau                      | 4,39             | 900 (2022)                        | 205                | modifier les données · modifier les données |
| Niedernai                   | 67329      | 67210             | Sélestat-Erstein     | Obernai                                                                       | CC du Pays de Sainte-Odile          | 11,33            | 1 239 (2022)                      | 109                | modifier les données · modifier les données |
| Niederrœdern                | 67330      | 67470             | Haguenau-Wissembourg | Wissembourg                                                                   | CC de la Plaine du Rhin             | 6,88             | 894 (2022)                        | 130                | modifier les données · modifier les données |
| Niederschaeffolsheim        | 67331      | 67500             | Haguenau-Wissembourg | Haguenau                                                                      | CA de Haguenau                      | 6,24             | 1 331 (2022)                      | 213                | modifier les données · modifier les données |
| Niedersoultzbach            | 67333      | 67330             | Saverne              | Ingwiller                                                                     | CC de Hanau-La Petite Pierre        | 4,19             | 298 (2022)                        | 71                 | modifier les données · modifier les données |
| Niedersteinbach             | 67334      | 67510             | Haguenau-Wissembourg | Reichshoffen                                                                  | CC Sauer-Pechelbronn                | 8,30             | 115 (2022)                        | 14                 | modifier les données · modifier les données |
| Nordheim                    | 67335      | 67520             | Molsheim             | Molsheim                                                                      | CC de la Mossig et du Vignoble      | 6,32             | 947 (2022)                        | 150                | modifier les données · modifier les données |
| Nordhouse                   | 67336      | 67150             | Sélestat-Erstein     | Erstein                                                                       | CC du Canton d'Erstein              | 11,00            | 1 729 (2022)                      | 157                | modifier les données · modifier les données |
| Nothalten                   | 67337      | 67680             | Sélestat-Erstein     | Obernai                                                                       | CC du Pays de Barr                  | 4,00             | 424 (2022)                        | 106                | modifier les données · modifier les données |
| Obenheim                    | 67338      | 67230             | Sélestat-Erstein     | Erstein                                                                       | CC du Canton d'Erstein              | 7,99             | 1 381 (2022)                      | 173                | modifier les données · modifier les données |
| Oberbronn                   | 67340      | 67110             | Haguenau-Wissembourg | Reichshoffen                                                                  | CC du Pays de Niederbronn-les-Bains | 21,15            | 1 416 (2022)                      | 67                 | modifier les données · modifier les données |
| Oberdorf-Spachbach          | 67341      | 67360             | Haguenau-Wissembourg | Reichshoffen                                                                  | CC Sauer-Pechelbronn                | 2,36             | 423 (2022)                        | 179                | modifier les données · modifier les données |
| Oberhaslach                 | 67342      | 67280             | Molsheim             | Mutzig                                                                        | CC de la Région de Molsheim-Mutzig  | 25,22            | 1 743 (2022)                      | 69                 | modifier les données · modifier les données |
| Oberhausbergen              | 67343      | 67205             | Strasbourg           | Hœnheim                                                                       | Eurométropole de Strasbourg         | 3,79             | 5 652 (2022)                      | 1 491              | modifier les données · modifier les données |
| Oberhoffen-lès-Wissembourg  | 67344      | 67160             | Haguenau-Wissembourg | Wissembourg                                                                   | CC du Pays de Wissembourg           | 3,03             | 312 (2022)                        | 103                | modifier les données · modifier les données |
| Oberhoffen-sur-Moder        | 67345      | 67240             | Haguenau-Wissembourg | Bischwiller                                                                   | CA de Haguenau                      | 14,25            | 3 878 (2022)                      | 272                | modifier les données · modifier les données |
| Oberlauterbach              | 67346      | 67160             | Haguenau-Wissembourg | Wissembourg                                                                   | CC de la Plaine du Rhin             | 5,32             | 549 (2022)                        | 103                | modifier les données · modifier les données |
| Obermodern-Zutzendorf       | 67347      | 67330             | Saverne              | Bouxwiller                                                                    | CC de Hanau-La Petite Pierre        | 14,46            | 1 767 (2022)                      | 122                | modifier les données · modifier les données |
| Obernai                     | 67348      | 67210             | Sélestat-Erstein     | Obernai                                                                       | CC du Pays de Sainte-Odile          | 25,74            | 12 303 (2022)                     | 478                | modifier les données · modifier les données |
| Oberrœdern                  | 67349      | 67250             | Haguenau-Wissembourg | Wissembourg                                                                   | CC de l'Outre-Forêt                 | 5,00             | 509 (2022)                        | 102                | modifier les données · modifier les données |
| Oberschaeffolsheim          | 67350      | 67203             | Strasbourg           | Lingolsheim                                                                   | Eurométropole de Strasbourg         | 7,56             | 2 578 (2022)                      | 341                | modifier les données · modifier les données |
| Obersoultzbach              | 67352      | 67330             | Saverne              | Bouxwiller                                                                    | CC de Hanau-La Petite Pierre        | 5,16             | 389 (2022)                        | 75                 | modifier les données · modifier les données |
| Obersteinbach               | 67353      | 67510             | Haguenau-Wissembourg | Reichshoffen                                                                  | CC Sauer-Pechelbronn                | 9,18             | 234 (2022)                        | 25                 | modifier les données · modifier les données |
| Odratzheim                  | 67354      | 67520             | Molsheim             | Molsheim                                                                      | CC de la Mossig et du Vignoble      | 1,54             | 526 (2022)                        | 342                | modifier les données · modifier les données |
| Oermingen                   | 67355      | 67970             | Saverne              | Ingwiller                                                                     | CC de l'Alsace Bossue               | 14,63            | 1 098 (2022)                      | 75                 | modifier les données · modifier les données |
| Offendorf                   | 67356      | 67850             | Haguenau-Wissembourg | Bischwiller                                                                   | CC du Pays Rhénan                   | 14,22            | 2 481 (2022)                      | 174                | modifier les données · modifier les données |
| Offwiller                   | 67358      | 67340             | Haguenau-Wissembourg | Reichshoffen                                                                  | CC du Pays de Niederbronn-les-Bains | 15,92            | 807 (2022)                        | 51                 | modifier les données · modifier les données |
| Ohlungen                    | 67359      | 67170 67590       | Haguenau-Wissembourg | Haguenau                                                                      | CA de Haguenau                      | 8,39             | 1 381 (2022)                      | 165                | modifier les données · modifier les données |
| Ohnenheim                   | 67360      | 67390             | Sélestat-Erstein     | Sélestat                                                                      | CC du Ried de Marckolsheim          | 12,12            | 1 155 (2022)                      | 95                 | modifier les données · modifier les données |
| Olwisheim                   | 67361      | 67170             | Haguenau-Wissembourg | Brumath                                                                       | CA de Haguenau                      | 2,96             | 490 (2022)                        | 166                | modifier les données · modifier les données |
| Orschwiller                 | 67362      | 67600             | Sélestat-Erstein     | Sélestat                                                                      | CC de Sélestat                      | 6,32             | 627 (2022)                        | 99                 | modifier les données · modifier les données |
| Osthoffen                   | 67363      | 67990             | Strasbourg           | Lingolsheim                                                                   | Eurométropole de Strasbourg         | 5,11             | 809 (2022)                        | 158                | modifier les données · modifier les données |
| Osthouse                    | 67364      | 67150             | Sélestat-Erstein     | Erstein                                                                       | CC du Canton d'Erstein              | 9,72             | 955 (2022)                        | 98                 | modifier les données · modifier les données |
| Ostwald                     | 67365      | 67540             | Strasbourg           | Illkirch-Graffenstaden                                                        | Eurométropole de Strasbourg         | 7,11             | 13 492 (2022)                     | 1 898              | modifier les données · modifier les données |
| Ottersthal                  | 67366      | 67700             | Saverne              | Saverne                                                                       | CC du Pays de Saverne               | 3,13             | 821 (2022)                        | 262                | modifier les données · modifier les données |
| Otterswiller                | 67367      | 67700             | Saverne              | Saverne                                                                       | CC du Pays de Saverne               | 3,28             | 1 306 (2022)                      | 398                | modifier les données · modifier les données |
| Ottrott                     | 67368      | 67530             | Molsheim             | Molsheim                                                                      | CC des Portes de Rosheim            | 28,89            | 1 594 (2022)                      | 55                 | modifier les données · modifier les données |
| Ottwiller                   | 67369      | 67320             | Saverne              | Ingwiller                                                                     | CC de l'Alsace Bossue               | 5,09             | 245 (2022)                        | 48                 | modifier les données · modifier les données |
| Petersbach                  | 67370      | 67290             | Saverne              | Ingwiller                                                                     | CC de Hanau-La Petite Pierre        | 8,88             | 677 (2022)                        | 76                 | modifier les données · modifier les données |
| La Petite-Pierre            | 67371      | 67290             | Saverne              | Ingwiller                                                                     | CC de Hanau-La Petite Pierre        | 19,57            | 599 (2022)                        | 31                 | modifier les données · modifier les données |
| Pfalzweyer                  | 67373      | 67320             | Saverne              | Ingwiller                                                                     | CC de Hanau-La Petite Pierre        | 2,23             | 324 (2022)                        | 145                | modifier les données · modifier les données |
| Pfulgriesheim               | 67375      | 67370             | Saverne              | Bouxwiller                                                                    | CC du Kochersberg                   | 4,81             | 1 289 (2022)                      | 268                | modifier les données · modifier les données |
| Plaine                      | 67377      | 67420             | Molsheim             | Mutzig                                                                        | CC de la Vallée de la Bruche        | 22,84            | 983 (2022)                        | 43                 | modifier les données · modifier les données |
| Plobsheim                   | 67378      | 67115             | Strasbourg           | Illkirch-Graffenstaden                                                        | Eurométropole de Strasbourg         | 16,64            | 4 471 (2022)                      | 269                | modifier les données · modifier les données |
| Preuschdorf                 | 67379      | 67250             | Haguenau-Wissembourg | Reichshoffen                                                                  | CC Sauer-Pechelbronn                | 7,57             | 891 (2022)                        | 118                | modifier les données · modifier les données |
| Printzheim                  | 67380      | 67490             | Saverne              | Saverne                                                                       | CC du Pays de Saverne               | 4,30             | 205 (2022)                        | 48                 | modifier les données · modifier les données |
| Puberg                      | 67381      | 67290             | Saverne              | Ingwiller                                                                     | CC de Hanau-La Petite Pierre        | 4,91             | 344 (2022)                        | 70                 | modifier les données · modifier les données |
| Quatzenheim                 | 67382      | 67117             | Saverne              | Bouxwiller                                                                    | CC du Kochersberg                   | 3,07             | 755 (2022)                        | 246                | modifier les données · modifier les données |
| Rangen                      | 67383      | 67310             | Molsheim             | Saverne                                                                       | CC de la Mossig et du Vignoble      | 1,65             | 209 (2022)                        | 127                | modifier les données · modifier les données |
| Ranrupt                     | 67384      | 67420             | Molsheim             | Mutzig                                                                        | CC de la Vallée de la Bruche        | 14,68            | 308 (2022)                        | 21                 | modifier les données · modifier les données |
| Ratzwiller                  | 67385      | 67430             | Saverne              | Ingwiller                                                                     | CC de l'Alsace Bossue               | 8,72             | 235 (2022)                        | 27                 | modifier les données · modifier les données |
| Rauwiller                   | 67386      | 67320             | Saverne              | Ingwiller                                                                     | CC de l'Alsace Bossue               | 4,89             | 224 (2022)                        | 46                 | modifier les données · modifier les données |
| Reichsfeld                  | 67387      | 67140             | Sélestat-Erstein     | Obernai                                                                       | CC du Pays de Barr                  | 4,95             | 289 (2022)                        | 58                 | modifier les données · modifier les données |
| Reichshoffen                | 67388      | 67110             | Haguenau-Wissembourg | Reichshoffen                                                                  | CC du Pays de Niederbronn-les-Bains | 17,64            | 5 407 (2022)                      | 307                | modifier les données · modifier les données |
| Reichstett                  | 67389      | 67116             | Strasbourg           | Hœnheim                                                                       | Eurométropole de Strasbourg         | 7,61             | 4 554 (2022)                      | 598                | modifier les données · modifier les données |
| Reinhardsmunster            | 67391      | 67440             | Saverne              | Saverne                                                                       | CC du Pays de Saverne               | 18,63            | 437 (2022)                        | 23                 | modifier les données · modifier les données |
| Reipertswiller              | 67392      | 67340             | Saverne              | Ingwiller                                                                     | CC de Hanau-La Petite Pierre        | 19,21            | 842 (2022)                        | 44                 | modifier les données · modifier les données |
| Retschwiller                | 67394      | 67250             | Haguenau-Wissembourg | Wissembourg                                                                   | CC de l'Outre-Forêt                 | 3,26             | 275 (2022)                        | 84                 | modifier les données · modifier les données |
| Reutenbourg                 | 67395      | 67440             | Saverne              | Saverne                                                                       | CC du Pays de Saverne               | 4,40             | 391 (2022)                        | 89                 | modifier les données · modifier les données |
| Rexingen                    | 67396      | 67320             | Saverne              | Ingwiller                                                                     | CC de l'Alsace Bossue               | 2,32             | 202 (2022)                        | 87                 | modifier les données · modifier les données |
| Rhinau                      | 67397      | 67860             | Sélestat-Erstein     | Erstein                                                                       | CC du Canton d'Erstein              | 17,35            | 2 699 (2022)                      | 156                | modifier les données · modifier les données |
| Richtolsheim                | 67398      | 67390             | Sélestat-Erstein     | Sélestat                                                                      | CC du Ried de Marckolsheim          | 3,63             | 378 (2022)                        | 104                | modifier les données · modifier les données |
| Riedseltz                   | 67400      | 67160             | Haguenau-Wissembourg | Wissembourg                                                                   | CC du Pays de Wissembourg           | 10,02            | 1 130 (2022)                      | 113                | modifier les données · modifier les données |
| Rimsdorf                    | 67401      | 67260             | Saverne              | Ingwiller                                                                     | CC de l'Alsace Bossue               | 6,07             | 294 (2022)                        | 48                 | modifier les données · modifier les données |
| Ringendorf                  | 67403      | 67350             | Saverne              | Bouxwiller                                                                    | CC de Hanau-La Petite Pierre        | 3,66             | 464 (2022)                        | 127                | modifier les données · modifier les données |
| Rittershoffen               | 67404      | 67690             | Haguenau-Wissembourg | Wissembourg                                                                   | CC de l'Outre-Forêt                 | 12,13            | 914 (2022)                        | 75                 | modifier les données · modifier les données |
| Rœschwoog                   | 67405      | 67480             | Haguenau-Wissembourg | Bischwiller                                                                   | CC du Pays Rhénan                   | 9,75             | 2 273 (2022)                      | 233                | modifier les données · modifier les données |
| Rohr                        | 67406      | 67270             | Saverne              | Bouxwiller                                                                    | CC du Kochersberg                   | 3,34             | 366 (2022)                        | 110                | modifier les données · modifier les données |
| Rohrwiller                  | 67407      | 67410             | Haguenau-Wissembourg | Bischwiller                                                                   | CA de Haguenau                      | 2,95             | 1 609 (2022)                      | 545                | modifier les données · modifier les données |
| Romanswiller                | 67408      | 67310             | Molsheim             | Saverne                                                                       | CC de la Mossig et du Vignoble      | 11,42            | 1 184 (2022)                      | 104                | modifier les données · modifier les données |
| Roppenheim                  | 67409      | 67480             | Haguenau-Wissembourg | Bischwiller                                                                   | CC du Pays Rhénan                   | 6,88             | 1 039 (2022)                      | 151                | modifier les données · modifier les données |
| Rosenwiller                 | 67410      | 67560             | Molsheim             | Molsheim                                                                      | CC des Portes de Rosheim            | 5,50             | 640 (2022)                        | 116                | modifier les données · modifier les données |
| Rosheim                     | 67411      | 67560             | Molsheim             | Molsheim                                                                      | CC des Portes de Rosheim            | 29,55            | 5 409 (2022)                      | 183                | modifier les données · modifier les données |
| Rossfeld                    | 67412      | 67230             | Sélestat-Erstein     | Erstein                                                                       | CC du Canton d'Erstein              | 6,15             | 1 030 (2022)                      | 167                | modifier les données · modifier les données |
| Rosteig                     | 67413      | 67290             | Saverne              | Ingwiller                                                                     | CC de Hanau-La Petite Pierre        | 7,69             | 471 (2022)                        | 61                 | modifier les données · modifier les données |
| Rothau                      | 67414      | 67570             | Molsheim             | Mutzig                                                                        | CC de la Vallée de la Bruche        | 3,88             | 1 481 (2022)                      | 382                | modifier les données · modifier les données |
| Rothbach                    | 67415      | 67340             | Haguenau-Wissembourg | Reichshoffen                                                                  | CC du Pays de Niederbronn-les-Bains | 7,99             | 468 (2022)                        | 59                 | modifier les données · modifier les données |
| Rott                        | 67416      | 67160             | Haguenau-Wissembourg | Wissembourg                                                                   | CC du Pays de Wissembourg           | 3,24             | 467 (2022)                        | 144                | modifier les données · modifier les données |
| Rottelsheim                 | 67417      | 67170             | Haguenau-Wissembourg | Brumath                                                                       | CA de Haguenau                      | 2,39             | 294 (2022)                        | 123                | modifier les données · modifier les données |
| Rountzenheim-Auenheim       | 67418      | 67480             | Haguenau-Wissembourg | Bischwiller                                                                   | CC du Pays Rhénan                   | 10,91            | 2 000 (2022)                      | 183                | modifier les données · modifier les données |
| Russ                        | 67420      | 67130             | Molsheim             | Mutzig                                                                        | CC de la Vallée de la Bruche        | 11,55            | 1 233 (2022)                      | 107                | modifier les données · modifier les données |
| Saales                      | 67421      | 67420             | Molsheim             | Mutzig                                                                        | CC de la Vallée de la Bruche        | 9,88             | 827 (2022)                        | 84                 | modifier les données · modifier les données |
| Saasenheim                  | 67422      | 67390             | Sélestat-Erstein     | Sélestat                                                                      | CC du Ried de Marckolsheim          | 7,80             | 578 (2022)                        | 74                 | modifier les données · modifier les données |
| Saessolsheim                | 67423      | 67270             | Saverne              | Saverne                                                                       | CC du Pays de Saverne               | 6,49             | 602 (2022)                        | 93                 | modifier les données · modifier les données |
| Saint-Blaise-la-Roche       | 67424      | 67420             | Molsheim             | Mutzig                                                                        | CC de la Vallée de la Bruche        | 2,39             | 243 (2022)                        | 102                | modifier les données · modifier les données |
| Saint-Jean-Saverne          | 67425      | 67700             | Saverne              | Saverne                                                                       | CC du Pays de Saverne               | 6,39             | 537 (2022)                        | 84                 | modifier les données · modifier les données |
| Saint-Martin                | 67426      | 67220             | Sélestat-Erstein     | Mutzig                                                                        | CC de la Vallée de Villé            | 3,97             | 371 (2022)                        | 93                 | modifier les données · modifier les données |
| Saint-Maurice               | 67427      | 67220             | Sélestat-Erstein     | Mutzig                                                                        | CC de la Vallée de Villé            | 1,40             | 331 (2022)                        | 236                | modifier les données · modifier les données |
| Saint-Nabor                 | 67428      | 67530             | Molsheim             | Molsheim                                                                      | CC des Portes de Rosheim            | 1,89             | 511 (2022)                        | 270                | modifier les données · modifier les données |
| Saint-Pierre                | 67429      | 67140             | Sélestat-Erstein     | Obernai                                                                       | CC du Pays de Barr                  | 3,21             | 612 (2022)                        | 191                | modifier les données · modifier les données |
| Saint-Pierre-Bois           | 67430      | 67220             | Sélestat-Erstein     | Mutzig                                                                        | CC de la Vallée de Villé            | 7,30             | 776 (2022)                        | 106                | modifier les données · modifier les données |
| Salmbach                    | 67432      | 67160             | Haguenau-Wissembourg | Wissembourg                                                                   | CC de la Plaine du Rhin             | 8,91             | 589 (2022)                        | 66                 | modifier les données · modifier les données |
| Sand                        | 67433      | 67230             | Sélestat-Erstein     | Erstein                                                                       | CC du Canton d'Erstein              | 6,35             | 1 413 (2022)                      | 223                | modifier les données · modifier les données |
| Sarre-Union                 | 67434      | 67260             | Saverne              | Ingwiller                                                                     | CC de l'Alsace Bossue               | 15,39            | 2 751 (2022)                      | 179                | modifier les données · modifier les données |
| Sarrewerden                 | 67435      | 67260             | Saverne              | Ingwiller                                                                     | CC de l'Alsace Bossue               | 16,73            | 820 (2022)                        | 49                 | modifier les données · modifier les données |
| Saulxures                   | 67436      | 67420             | Molsheim             | Mutzig                                                                        | CC de la Vallée de la Bruche        | 12,84            | 505 (2022)                        | 39                 | modifier les données · modifier les données |
| Saverne                     | 67437      | 67700             | Saverne              | Saverne                                                                       | CC du Pays de Saverne               | 26,01            | 11 323 (2022)                     | 435                | modifier les données · modifier les données |
| Schaeffersheim              | 67438      | 67150             | Sélestat-Erstein     | Erstein                                                                       | CC du Canton d'Erstein              | 3,96             | 841 (2022)                        | 212                | modifier les données · modifier les données |
| Schaffhouse-près-Seltz      | 67440      | 67470             | Haguenau-Wissembourg | Wissembourg                                                                   | CC de la Plaine du Rhin             | 4,49             | 549 (2022)                        | 122                | modifier les données · modifier les données |
| Schalkendorf                | 67441      | 67350             | Saverne              | Bouxwiller                                                                    | CC de Hanau-La Petite Pierre        | 5,21             | 336 (2022)                        | 64                 | modifier les données · modifier les données |
| Scharrachbergheim-Irmstett  | 67442      | 67310             | Molsheim             | Molsheim                                                                      | CC de la Mossig et du Vignoble      | 3,22             | 1 320 (2022)                      | 410                | modifier les données · modifier les données |
| Scheibenhard                | 67443      | 67630             | Haguenau-Wissembourg | Wissembourg                                                                   | CC de la Plaine du Rhin             | 4,62             | 875 (2022)                        | 189                | modifier les données · modifier les données |
| Scherlenheim                | 67444      | 67270             | Saverne              | Bouxwiller                                                                    | CC du Pays de la Zorn               | 2,32             | 114 (2022)                        | 49                 | modifier les données · modifier les données |
| Scherwiller                 | 67445      | 67750             | Sélestat-Erstein     | Sélestat                                                                      | CC de Sélestat                      | 18,08            | 3 121 (2022)                      | 173                | modifier les données · modifier les données |
| Schillersdorf               | 67446      | 67340             | Saverne              | Ingwiller                                                                     | CC de Hanau-La Petite Pierre        | 7,53             | 413 (2022)                        | 55                 | modifier les données · modifier les données |
| Schiltigheim                | 67447      | 67300             | Strasbourg           | Schiltigheim                                                                  | Eurométropole de Strasbourg         | 7,63             | 34 382 (2022)                     | 4 506              | modifier les données · modifier les données |
| Schirmeck                   | 67448      | 67130             | Molsheim             | Mutzig                                                                        | CC de la Vallée de la Bruche        | 11,42            | 2 081 (2022)                      | 182                | modifier les données · modifier les données |
| Schirrhein                  | 67449      | 67240             | Haguenau-Wissembourg | Bischwiller                                                                   | CA de Haguenau                      | 6,49             | 2 263 (2022)                      | 349                | modifier les données · modifier les données |
| Schirrhoffen                | 67450      | 67240             | Haguenau-Wissembourg | Bischwiller                                                                   | CA de Haguenau                      | 0,63             | 800 (2022)                        | 1 270              | modifier les données · modifier les données |
| Schleithal                  | 67451      | 67160             | Haguenau-Wissembourg | Wissembourg                                                                   | CC du Pays de Wissembourg           | 9,12             | 1 387 (2022)                      | 152                | modifier les données · modifier les données |
| Schnersheim                 | 67452      | 67370             | Saverne              | Bouxwiller                                                                    | CC du Kochersberg                   | 10,82            | 1 829 (2022)                      | 169                | modifier les données · modifier les données |
| Schœnau                     | 67453      | 67390             | Sélestat-Erstein     | Sélestat                                                                      | CC du Ried de Marckolsheim          | 10,37            | 607 (2022)                        | 59                 | modifier les données · modifier les données |
| Schœnbourg                  | 67454      | 67320             | Saverne              | Ingwiller                                                                     | CC de Hanau-La Petite Pierre        | 5,06             | 371 (2022)                        | 73                 | modifier les données · modifier les données |
| Schœnenbourg                | 67455      | 67250             | Haguenau-Wissembourg | Wissembourg                                                                   | CC de l'Outre-Forêt                 | 5,47             | 711 (2022)                        | 130                | modifier les données · modifier les données |
| Schopperten                 | 67456      | 67260             | Saverne              | Ingwiller                                                                     | CC de l'Alsace Bossue               | 4,19             | 412 (2022)                        | 98                 | modifier les données · modifier les données |
| Schweighouse-sur-Moder      | 67458      | 67590             | Haguenau-Wissembourg | Haguenau                                                                      | CA de Haguenau                      | 9,91             | 5 116 (2022)                      | 516                | modifier les données · modifier les données |
| Schwenheim                  | 67459      | 67440             | Saverne              | Saverne                                                                       | CC du Pays de Saverne               | 4,96             | 744 (2022)                        | 150                | modifier les données · modifier les données |
| Schwindratzheim             | 67460      | 67270             | Saverne              | Bouxwiller                                                                    | CC du Pays de la Zorn               | 9,14             | 1 763 (2022)                      | 193                | modifier les données · modifier les données |
| Schwobsheim                 | 67461      | 67390             | Sélestat-Erstein     | Sélestat                                                                      | CC du Ried de Marckolsheim          | 2,58             | 325 (2022)                        | 126                | modifier les données · modifier les données |
| Seebach                     | 67351      | 67160             | Haguenau-Wissembourg | Wissembourg                                                                   | CC du Pays de Wissembourg           | 17,11            | 1 620 (2022)                      | 95                 | modifier les données · modifier les données |
| Sélestat                    | 67462      | 67600             | Sélestat-Erstein     | Sélestat                                                                      | CC de Sélestat                      | 44,40            | 19 523 (2022)                     | 440                | modifier les données · modifier les données |
| Seltz                       | 67463      | 67470             | Haguenau-Wissembourg | Wissembourg                                                                   | CC de la Plaine du Rhin             | 21,00            | 3 168 (2022)                      | 151                | modifier les données · modifier les données |
| Sermersheim                 | 67464      | 67230             | Sélestat-Erstein     | Erstein                                                                       | CC du Canton d'Erstein              | 10,12            | 974 (2022)                        | 96                 | modifier les données · modifier les données |
| Sessenheim                  | 67465      | 67770             | Haguenau-Wissembourg | Bischwiller                                                                   | CC du Pays Rhénan                   | 9,18             | 2 309 (2022)                      | 252                | modifier les données · modifier les données |
| Siegen                      | 67466      | 67160             | Haguenau-Wissembourg | Wissembourg                                                                   | CC de la Plaine du Rhin             | 8,10             | 516 (2022)                        | 64                 | modifier les données · modifier les données |
| Siewiller                   | 67467      | 67320             | Saverne              | Ingwiller                                                                     | CC de l'Alsace Bossue               | 6,20             | 381 (2022)                        | 61                 | modifier les données · modifier les données |
| Siltzheim                   | 67468      | 67260             | Saverne              | Ingwiller                                                                     | CA Sarreguemines Confluences        | 6,96             | 615 (2022)                        | 88                 | modifier les données · modifier les données |
| Solbach                     | 67470      | 67130             | Molsheim             | Mutzig                                                                        | CC de la Vallée de la Bruche        | 2,79             | 106 (2022)                        | 38                 | modifier les données · modifier les données |
| Sommerau                    | 67004      | 67310 67440       | Saverne              | Saverne                                                                       | CC du Pays de Saverne               | 15,96            | 1 524 (2022)                      | 95                 | modifier les données · modifier les données |
| Souffelweyersheim           | 67471      | 67460             | Strasbourg           | Hœnheim                                                                       | Eurométropole de Strasbourg         | 4,51             | 8 182 (2022)                      | 1 814              | modifier les données · modifier les données |
| Soufflenheim                | 67472      | 67620             | Haguenau-Wissembourg | Bischwiller                                                                   | CC du Pays Rhénan                   | 13,24            | 4 775 (2022)                      | 361                | modifier les données · modifier les données |
| Soultz-les-Bains            | 67473      | 67120             | Molsheim             | Molsheim                                                                      | CC de la Région de Molsheim-Mutzig  | 3,55             | 946 (2022)                        | 266                | modifier les données · modifier les données |
| Soultz-sous-Forêts          | 67474      | 67250             | Haguenau-Wissembourg | Wissembourg                                                                   | CC de l'Outre-Forêt                 | 15,15            | 3 125 (2022)                      | 206                | modifier les données · modifier les données |
| Sparsbach                   | 67475      | 67340             | Saverne              | Ingwiller                                                                     | CC de Hanau-La Petite Pierre        | 13,58            | 242 (2022)                        | 18                 | modifier les données · modifier les données |
| Stattmatten                 | 67476      | 67770             | Haguenau-Wissembourg | Bischwiller                                                                   | CC du Pays Rhénan                   | 3,93             | 756 (2022)                        | 192                | modifier les données · modifier les données |
| Steige                      | 67477      | 67220             | Sélestat-Erstein     | Mutzig                                                                        | CC de la Vallée de Villé            | 9,86             | 627 (2022)                        | 64                 | modifier les données · modifier les données |
| Steinbourg                  | 67478      | 67790             | Saverne              | Saverne                                                                       | CC du Pays de Saverne               | 12,73            | 1 928 (2022)                      | 151                | modifier les données · modifier les données |
| Steinseltz                  | 67479      | 67160             | Haguenau-Wissembourg | Wissembourg                                                                   | CC du Pays de Wissembourg           | 5,47             | 612 (2022)                        | 112                | modifier les données · modifier les données |
| Still                       | 67480      | 67190             | Molsheim             | Mutzig                                                                        | CC de la Région de Molsheim-Mutzig  | 23,20            | 1 799 (2022)                      | 78                 | modifier les données · modifier les données |
| Stotzheim                   | 67481      | 67140             | Sélestat-Erstein     | Obernai                                                                       | CC du Pays de Barr                  | 13,61            | 1 105 (2022)                      | 81                 | modifier les données · modifier les données |
| Struth                      | 67483      | 67290             | Saverne              | Ingwiller                                                                     | CC de Hanau-La Petite Pierre        | 4,12             | 218 (2022)                        | 53                 | modifier les données · modifier les données |
| Stundwiller                 | 67484      | 67250             | Haguenau-Wissembourg | Wissembourg                                                                   | CC de l'Outre-Forêt                 | 3,32             | 510 (2022)                        | 154                | modifier les données · modifier les données |
| Stutzheim-Offenheim         | 67485      | 67370             | Saverne              | Bouxwiller                                                                    | CC du Kochersberg                   | 7,14             | 1 628 (2022)                      | 228                | modifier les données · modifier les données |
| Sundhouse                   | 67486      | 67920             | Sélestat-Erstein     | Sélestat                                                                      | CC du Ried de Marckolsheim          | 15,69            | 1 810 (2022)                      | 115                | modifier les données · modifier les données |
| Surbourg                    | 67487      | 67250             | Haguenau-Wissembourg | Wissembourg                                                                   | CC de l'Outre-Forêt                 | 10,46            | 1 718 (2022)                      | 164                | modifier les données · modifier les données |
| Thal-Drulingen              | 67488      | 67320             | Saverne              | Ingwiller                                                                     | CC de l'Alsace Bossue               | 5,25             | 189 (2022)                        | 36                 | modifier les données · modifier les données |
| Thal-Marmoutier             | 67489      | 67440             | Saverne              | Saverne                                                                       | CC du Pays de Saverne               | 3,42             | 831 (2022)                        | 243                | modifier les données · modifier les données |
| Thanvillé                   | 67490      | 67220             | Sélestat-Erstein     | Mutzig                                                                        | CC de la Vallée de Villé            | 1,91             | 621 (2022)                        | 325                | modifier les données · modifier les données |
| Tieffenbach                 | 67491      | 67290             | Saverne              | Ingwiller                                                                     | CC de Hanau-La Petite Pierre        | 5,03             | 245 (2022)                        | 49                 | modifier les données · modifier les données |
| Traenheim                   | 67492      | 67310             | Molsheim             | Saverne                                                                       | CC de la Mossig et du Vignoble      | 3,10             | 655 (2022)                        | 211                | modifier les données · modifier les données |
| Triembach-au-Val            | 67493      | 67220             | Sélestat-Erstein     | Mutzig                                                                        | CC de la Vallée de Villé            | 2,74             | 430 (2022)                        | 157                | modifier les données · modifier les données |
| Trimbach                    | 67494      | 67470             | Haguenau-Wissembourg | Wissembourg                                                                   | CC de la Plaine du Rhin             | 3,94             | 582 (2022)                        | 148                | modifier les données · modifier les données |
| Truchtersheim               | 67495      | 67370             | Saverne              | Bouxwiller                                                                    | CC du Kochersberg                   | 14,76            | 4 328 (2022)                      | 293                | modifier les données · modifier les données |
| Uhlwiller                   | 67497      | 67350             | Haguenau-Wissembourg | Haguenau                                                                      | CA de Haguenau                      | 7,46             | 674 (2022)                        | 90                 | modifier les données · modifier les données |
| Uhrwiller                   | 67498      | 67350             | Haguenau-Wissembourg | Reichshoffen                                                                  | CA de Haguenau                      | 11,02            | 708 (2022)                        | 64                 | modifier les données · modifier les données |
| Urbeis                      | 67499      | 67220             | Sélestat-Erstein     | Mutzig                                                                        | CC de la Vallée de Villé            | 11,60            | 317 (2022)                        | 27                 | modifier les données · modifier les données |
| Urmatt                      | 67500      | 67280             | Molsheim             | Mutzig                                                                        | CC de la Vallée de la Bruche        | 13,83            | 1 476 (2022)                      | 107                | modifier les données · modifier les données |
| Uttenheim                   | 67501      | 67150             | Sélestat-Erstein     | Erstein                                                                       | CC du Canton d'Erstein              | 4,77             | 584 (2022)                        | 122                | modifier les données · modifier les données |
| Uttenhoffen                 | 67502      | 67110             | Haguenau-Wissembourg | Reichshoffen                                                                  | CC du Pays de Niederbronn-les-Bains | 1,95             | 218 (2022)                        | 112                | modifier les données · modifier les données |
| Uttwiller                   | 67503      | 67330             | Saverne              | Bouxwiller                                                                    | CC de Hanau-La Petite Pierre        | 2,99             | 157 (2022)                        | 53                 | modifier les données · modifier les données |
| Val-de-Moder                | 67372      | 67350             | Haguenau-Wissembourg | Bouxwiller Reichshoffen                                                       | CA de Haguenau                      | 9,01             | 5 047 (2022)                      | 560                | modifier les données · modifier les données |
| Valff                       | 67504      | 67210             | Sélestat-Erstein     | Obernai                                                                       | CC du Pays de Barr                  | 10,91            | 1 354 (2022)                      | 124                | modifier les données · modifier les données |
| La Vancelle                 | 67505      | 67730             | Sélestat-Erstein     | Sélestat                                                                      | CC de Sélestat                      | 7,88             | 403 (2022)                        | 51                 | modifier les données · modifier les données |
| Vendenheim                  | 67506      | 67550             | Strasbourg           | Brumath                                                                       | Eurométropole de Strasbourg         | 15,89            | 6 005 (2022)                      | 378                | modifier les données · modifier les données |
| Villé                       | 67507      | 67220             | Sélestat-Erstein     | Mutzig                                                                        | CC de la Vallée de Villé            | 2,84             | 1 755 (2022)                      | 618                | modifier les données · modifier les données |
| Vœllerdingen                | 67508      | 67430             | Saverne              | Ingwiller                                                                     | CC de l'Alsace Bossue               | 13,05            | 419 (2022)                        | 32                 | modifier les données · modifier les données |
| Volksberg                   | 67509      | 67290             | Saverne              | Ingwiller                                                                     | CC de l'Alsace Bossue               | 9,45             | 352 (2022)                        | 37                 | modifier les données · modifier les données |
| Wahlenheim                  | 67510      | 67170             | Haguenau-Wissembourg | Haguenau                                                                      | CA de Haguenau                      | 2,55             | 609 (2022)                        | 239                | modifier les données · modifier les données |
| Walbourg                    | 67511      | 67360             | Haguenau-Wissembourg | Reichshoffen                                                                  | CC Sauer-Pechelbronn                | 5,33             | 926 (2022)                        | 174                | modifier les données · modifier les données |
| Waldersbach                 | 67513      | 67130             | Molsheim             | Mutzig                                                                        | CC de la Vallée de la Bruche        | 3,37             | 120 (2022)                        | 36                 | modifier les données · modifier les données |
| Waldhambach                 | 67514      | 67430             | Saverne              | Ingwiller                                                                     | CC de l'Alsace Bossue               | 12,59            | 611 (2022)                        | 49                 | modifier les données · modifier les données |
| Waldolwisheim               | 67515      | 67700             | Saverne              | Saverne                                                                       | CC du Pays de Saverne               | 5,65             | 551 (2022)                        | 98                 | modifier les données · modifier les données |
| Waltenheim-sur-Zorn         | 67516      | 67670             | Saverne              | Bouxwiller                                                                    | CC du Pays de la Zorn               | 5,04             | 659 (2022)                        | 131                | modifier les données · modifier les données |
| Wangen                      | 67517      | 67520             | Molsheim             | Molsheim                                                                      | CC de la Mossig et du Vignoble      | 3,87             | 637 (2022)                        | 165                | modifier les données · modifier les données |
| Wangenbourg-Engenthal       | 67122      | 67710             | Molsheim             | Saverne                                                                       | CC de la Mossig et du Vignoble      | 31,52            | 1 339 (2022)                      | 42                 | modifier les données · modifier les données |
| La Wantzenau                | 67519      | 67610             | Strasbourg           | Brumath                                                                       | Eurométropole de Strasbourg         | 25,39            | 5 879 (2022)                      | 232                | modifier les données · modifier les données |
| Wasselonne                  | 67520      | 67310             | Molsheim             | Saverne                                                                       | CC de la Mossig et du Vignoble      | 15,00            | 5 777 (2022)                      | 385                | modifier les données · modifier les données |
| Weinbourg                   | 67521      | 67340             | Saverne              | Ingwiller                                                                     | CC de Hanau-La Petite Pierre        | 5,29             | 466 (2022)                        | 88                 | modifier les données · modifier les données |
| Weislingen                  | 67522      | 67290             | Saverne              | Ingwiller                                                                     | CC de l'Alsace Bossue               | 7,01             | 545 (2022)                        | 78                 | modifier les données · modifier les données |
| Weitbruch                   | 67523      | 67500             | Haguenau-Wissembourg | Brumath                                                                       | CC de la Basse-Zorn                 | 15,11            | 2 721 (2022)                      | 180                | modifier les données · modifier les données |
| Weiterswiller               | 67524      | 67340             | Saverne              | Ingwiller                                                                     | CC de Hanau-La Petite Pierre        | 7,91             | 515 (2022)                        | 65                 | modifier les données · modifier les données |
| Westhoffen                  | 67525      | 67310             | Molsheim             | Saverne                                                                       | CC de la Mossig et du Vignoble      | 20,65            | 1 703 (2022)                      | 82                 | modifier les données · modifier les données |
| Westhouse                   | 67526      | 67230             | Sélestat-Erstein     | Erstein                                                                       | CC du Canton d'Erstein              | 11,94            | 1 638 (2022)                      | 137                | modifier les données · modifier les données |
| Westhouse-Marmoutier        | 67527      | 67440             | Saverne              | Saverne                                                                       | CC du Pays de Saverne               | 3,96             | 360 (2022)                        | 91                 | modifier les données · modifier les données |
| Weyer                       | 67528      | 67320             | Saverne              | Ingwiller                                                                     | CC de l'Alsace Bossue               | 11,58            | 515 (2022)                        | 44                 | modifier les données · modifier les données |
| Weyersheim                  | 67529      | 67720             | Haguenau-Wissembourg | Brumath                                                                       | CC de la Basse-Zorn                 | 18,89            | 3 515 (2022)                      | 186                | modifier les données · modifier les données |
| Wickersheim-Wilshausen      | 67530      | 67270             | Saverne              | Bouxwiller                                                                    | CC du Pays de la Zorn               | 5,45             | 394 (2022)                        | 72                 | modifier les données · modifier les données |
| Wildersbach                 | 67531      | 67130             | Molsheim             | Mutzig                                                                        | CC de la Vallée de la Bruche        | 3,30             | 284 (2022)                        | 86                 | modifier les données · modifier les données |
| Willgottheim                | 67532      | 67370             | Saverne              | Bouxwiller                                                                    | CC du Kochersberg                   | 9,00             | 1 065 (2022)                      | 118                | modifier les données · modifier les données |
| Wilwisheim                  | 67534      | 67270             | Saverne              | Bouxwiller                                                                    | CC du Pays de la Zorn               | 5,30             | 768 (2022)                        | 145                | modifier les données · modifier les données |
| Wimmenau                    | 67535      | 67290             | Saverne              | Ingwiller                                                                     | CC de Hanau-La Petite Pierre        | 20,76            | 1 060 (2022)                      | 51                 | modifier les données · modifier les données |
| Windstein                   | 67536      | 67110             | Haguenau-Wissembourg | Reichshoffen                                                                  | CC du Pays de Niederbronn-les-Bains | 11,97            | 173 (2022)                        | 14                 | modifier les données · modifier les données |
| Wingen                      | 67537      | 67510             | Haguenau-Wissembourg | Reichshoffen                                                                  | CC Sauer-Pechelbronn                | 16,79            | 453 (2022)                        | 27                 | modifier les données · modifier les données |
| Wingen-sur-Moder            | 67538      | 67290             | Saverne              | Ingwiller                                                                     | CC de Hanau-La Petite Pierre        | 17,37            | 1 572 (2022)                      | 91                 | modifier les données · modifier les données |
| Wingersheim les Quatre Bans | 67539      | 67170 67270       | Saverne              | Bouxwiller                                                                    | CC du Pays de la Zorn               | 18,52            | 2 340 (2022)                      | 126                | modifier les données · modifier les données |
| Wintershouse                | 67540      | 67590             | Haguenau-Wissembourg | Haguenau                                                                      | CA de Haguenau                      | 3,66             | 862 (2022)                        | 236                | modifier les données · modifier les données |
| Wintzenbach                 | 67541      | 67470             | Haguenau-Wissembourg | Wissembourg                                                                   | CC de la Plaine du Rhin             | 6,96             | 525 (2022)                        | 75                 | modifier les données · modifier les données |
| Wintzenheim-Kochersberg     | 67542      | 67370             | Saverne              | Bouxwiller                                                                    | CC du Kochersberg                   | 1,95             | 527 (2022)                        | 270                | modifier les données · modifier les données |
| Wisches                     | 67543      | 67130             | Molsheim             | Mutzig                                                                        | CC de la Vallée de la Bruche        | 19,25            | 2 061 (2022)                      | 107                | modifier les données · modifier les données |
| Wissembourg                 | 67544      | 67160             | Haguenau-Wissembourg | Wissembourg                                                                   | CC du Pays de Wissembourg           | 48,18            | 7 541 (2022)                      | 157                | modifier les données · modifier les données |
| Witternheim                 | 67545      | 67230             | Sélestat-Erstein     | Erstein                                                                       | CC du Canton d'Erstein              | 4,99             | 509 (2022)                        | 102                | modifier les données · modifier les données |
| Wittersheim                 | 67546      | 67670             | Haguenau-Wissembourg | Haguenau                                                                      | CA de Haguenau                      | 7,05             | 728 (2022)                        | 103                | modifier les données · modifier les données |
| Wittisheim                  | 67547      | 67820             | Sélestat-Erstein     | Sélestat                                                                      | CC du Ried de Marckolsheim          | 11,47            | 2 086 (2022)                      | 182                | modifier les données · modifier les données |
| Wiwersheim                  | 67548      | 67370             | Saverne              | Bouxwiller                                                                    | CC du Kochersberg                   | 3,29             | 897 (2022)                        | 273                | modifier les données · modifier les données |
| Wœrth                       | 67550      | 67360             | Haguenau-Wissembourg | Reichshoffen                                                                  | CC Sauer-Pechelbronn                | 6,47             | 1 676 (2022)                      | 259                | modifier les données · modifier les données |
| Wolfisheim                  | 67551      | 67202             | Strasbourg           | Hœnheim                                                                       | Eurométropole de Strasbourg         | 5,57             | 4 191 (2022)                      | 752                | modifier les données · modifier les données |
| Wolfskirchen                | 67552      | 67260             | Saverne              | Ingwiller                                                                     | CC de l'Alsace Bossue               | 10,48            | 338 (2022)                        | 32                 | modifier les données · modifier les données |
| Wolschheim                  | 67553      | 67700             | Saverne              | Saverne                                                                       | CC du Pays de Saverne               | 3,65             | 312 (2022)                        | 85                 | modifier les données · modifier les données |
| Wolxheim                    | 67554      | 67120             | Molsheim             | Molsheim                                                                      | CC de la Région de Molsheim-Mutzig  | 2,92             | 963 (2022)                        | 330                | modifier les données · modifier les données |
| Zehnacker                   | 67555      | 67310             | Molsheim             | Saverne                                                                       | CC de la Mossig et du Vignoble      | 2,18             | 251 (2022)                        | 115                | modifier les données · modifier les données |
| Zeinheim                    | 67556      | 67310             | Molsheim             | Saverne                                                                       | CC de la Mossig et du Vignoble      | 2,46             | 226 (2022)                        | 92                 | modifier les données · modifier les données |
| Zellwiller                  | 67557      | 67140             | Sélestat-Erstein     | Obernai                                                                       | CC du Pays de Barr                  | 8,79             | 808 (2022)                        | 92                 | modifier les données · modifier les données |
| Zinswiller                  | 67558      | 67110             | Haguenau-Wissembourg | Reichshoffen                                                                  | CC du Pays de Niederbronn-les-Bains | 7,14             | 722 (2022)                        | 101                | modifier les données · modifier les données |
| Zittersheim                 | 67559      | 67290             | Saverne              | Ingwiller                                                                     | CC de Hanau-La Petite Pierre        | 7,92             | 239 (2022)                        | 30                 | modifier les données · modifier les données |
| Bas-Rhin                    | 67         |                   |                      |                                                                               |                                     | 4 755,00         | 1 156 963 (2022)                  | 243                | modifier les données                        |